# 春日部市
春日部市（かすかべし）は、埼玉県の東部に位置する市。施行時特例市、業務核都市に指定されている。
人口は22万人で、さいたま市、川口市、川越市、所沢市、越谷市、草加市、上尾市に次ぐ県内8位。

## 概要

### 都市名の表記
当地を起源とする鎌倉時代の武家・春日部氏にちなんで、現在の表記に改められた。ただし、春日部という地名自体は、春日部氏登場以前から存在した（春日山田皇女を参照）。江戸時代は日光街道の宿場町（粕壁宿）であった。1944年に南埼玉郡内牧村と町村合併する以前は粕壁町と表記していた。現在でも市内には市名と同音異字の粕壁という名称の地域がある。

### 地勢

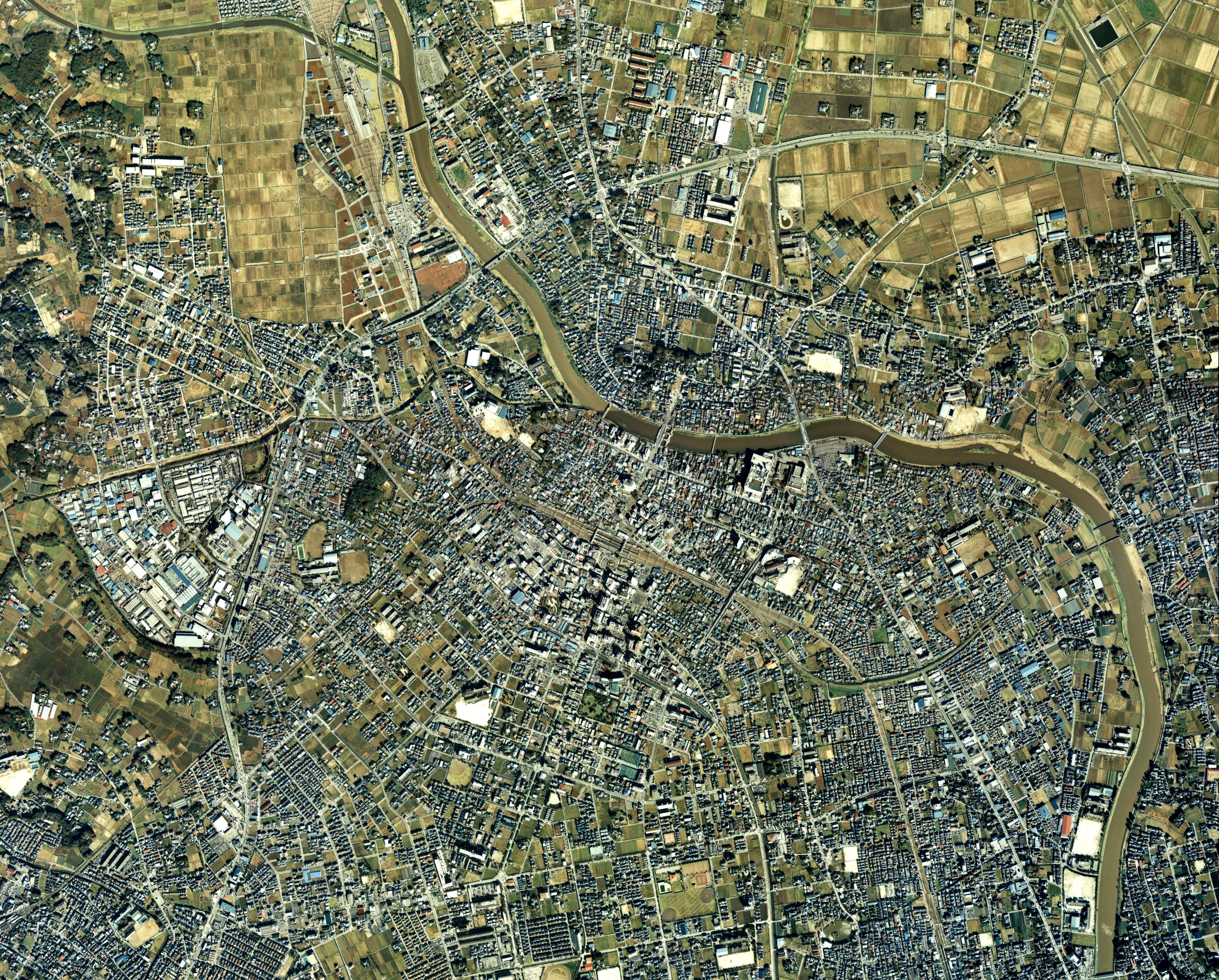
春日部市中心部周辺の空中写真。市街地の北から南東方向へ大落古利根川が流れる。
1990年撮影の7枚を合成作成。。

市域の中央部は中川低地と呼ばれる低地に属し平坦であるが、市内各所に台地を有している。北東部の西宝珠花に宝珠花台地、南東部の南桜井駅付近などに金杉台地、南西部にある豊春駅付近の花積地区に花積台地、北西部の北春日部駅西側の内牧地区に内牧台地が存在する。なお、春日部市は下総台地（西宝珠花と金杉は江戸川によって下総台地から切り離された）と大宮台地（内牧台地と花積台地は大宮台地に属する）という2つの台地が、同一自治体内に存在する唯一の例となる。台地部分には遺跡が多く所在し、代表的な遺跡として内牧地区には内牧塚内古墳群、粕壁地区には浜川戸遺跡（奈良時代後期から鎌倉時代）、豊春地区には花積貝塚、宝珠花台地には神明貝塚、金杉台地には米島貝塚などが所在する。特に縄文時代の遺跡は貝塚が多く、縄文海進を検証する好地域である。また倉常地区は、中川低地内に位置するが、近年、須釜遺跡という弥生時代の遺跡が発見され、弥生時代ごろから人々が生活できる地域であったことが立証されている。地勢的に旧春日部市東部や旧庄和町地区は田園地帯、とりわけ低地と河川が多くあり、埼玉県東部地区で一大の米穀の生産地である。
埼玉県の東部に位置し、国道4号・新4号国道と国道16号、東武伊勢崎線（東武スカイツリーライン）と東武野田線（東武アーバンパークライン）が交差する交通の要衝である。また、大落古利根川沿いの小淵砂丘は、埼玉県の旧利根川流路沿いに多く存在する河畔砂丘（中川低地の河畔砂丘群）の代表的なものである。市内では、小淵砂丘のほかに浜川戸砂丘、藤塚砂丘が確認されている。
2008年4月1日をもって特例市へ移行した。

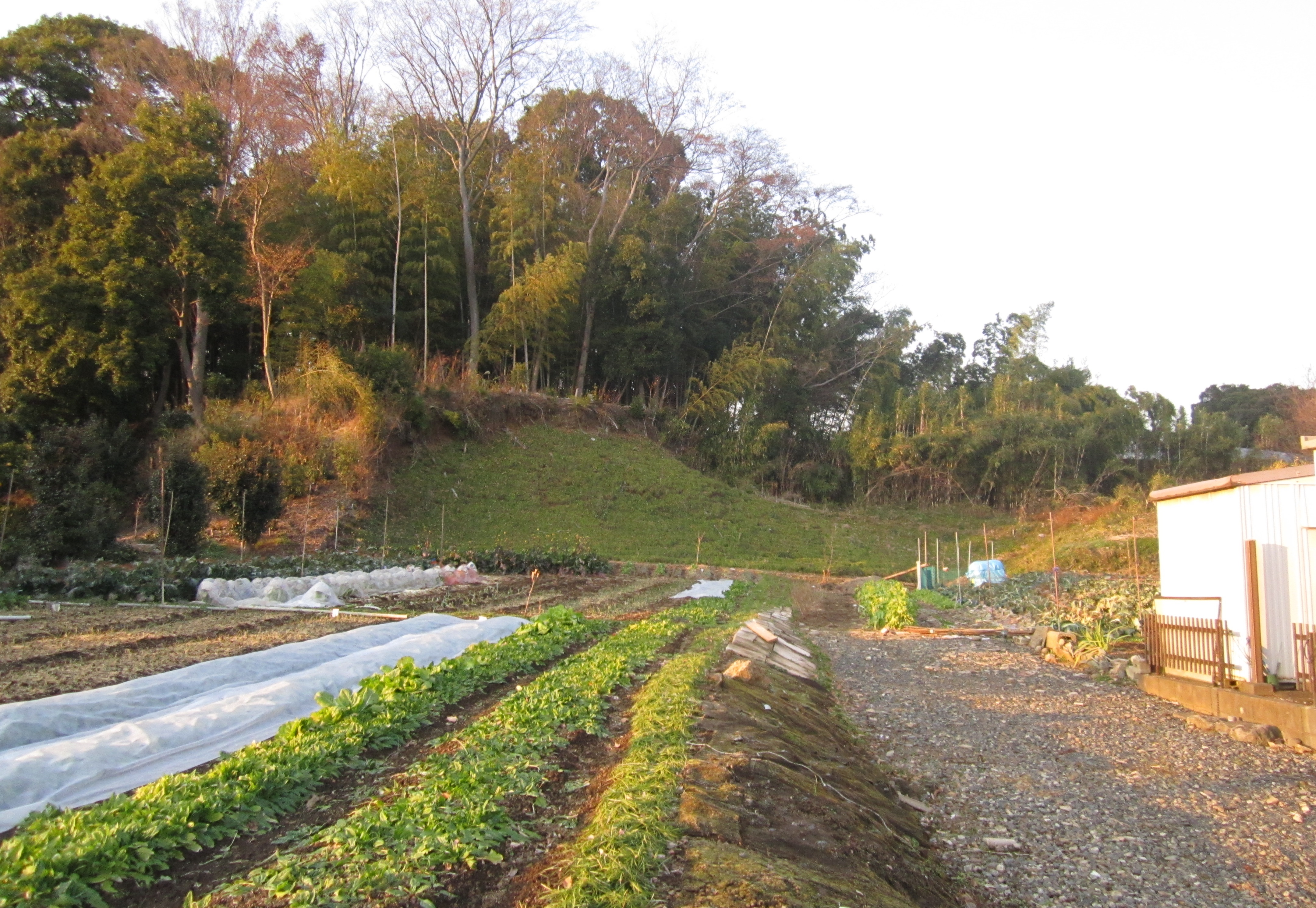
春日部市西部花積台地の崖線。春日部市にはこのような台地状地形が点在する。
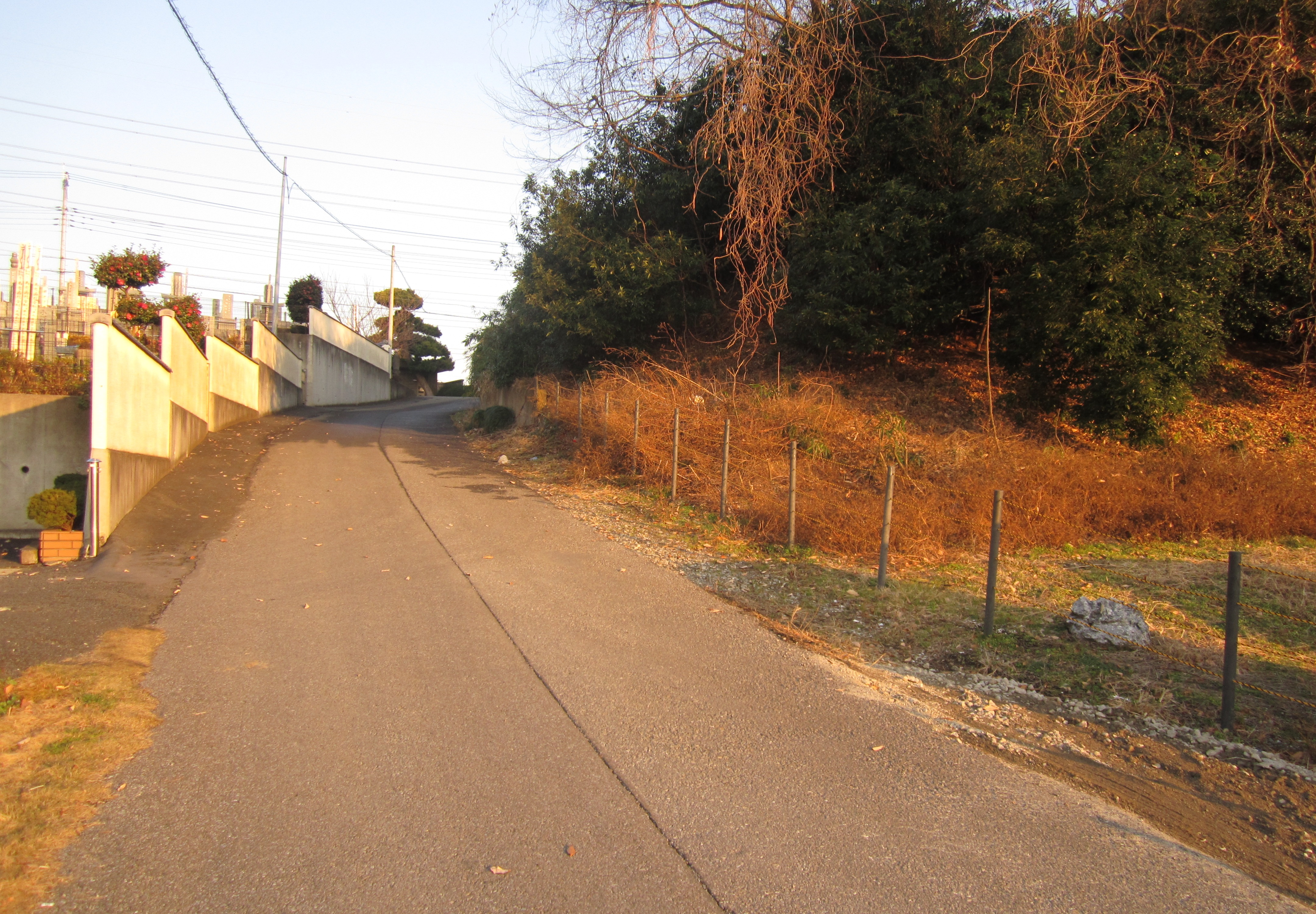
春日部市西部花積台地の坂。岩槻区にほど近い。

### 河川
| - 大落古利根川 - 隼人堀川 - 古隅田川 - 新方川 - 八間堀 - 会之堀川 - 内牧用水 - 豊春用水 - 古隅田川旧川 - 旧古隅田川（上豊川） - 山城堀（古隅田川の源流） - 中之堀川 - 谷原落 - 安之堀川 | - 新宿堀 - 大谷川 - 増野川 - 備後川 - 武徳川（武徳用水） - 安戸落 - 倉松川 - 旧倉松落（旧倉松川、幸松川） - 首都圏外郭放水路 | - 江戸川 - 根用水 - 江戸川右岸用水路 - 郷台用水 - 中用水（庄内領用水路） - 打田落悪水路 - 庄内領悪水路 - 中庄内排水 - 中川（庄内古川） - 九尺排水路 - 承水溝 |

湖沼
- 黒沼
- 大池
- 薬師沼
- 旧倉松第二調節池

参考：旧庄和町に直接関係あるものについては「庄和町」も参照。

## 歴史

### 中世
- 古代から中世までは下総国葛飾郡に属す。
- 戦国期までは古隅田川以東は下総国葛飾郡下河辺庄内とされるが、近世初期には武蔵国埼玉郡に属したとされる。

### 近世
- 江戸時代：日光街道粕壁宿の宿場町として栄える。徳川氏が江戸を根拠地とした時より徳川氏領であり、近世の大半の期間は御料所であった。
- 寛永4年（1627年）から寛永14年（1637年）の間に、下総国葛飾郡のうち大落古利根川左岸と庄内古川右岸の間が武蔵国葛飾郡に移った[3]。
- 承応3年（1654年）下総国葛飾郡小田辺村が中野村に改称した。
- 「武蔵国郡村誌」（明治8年（1875年）埼玉県庁編）には、「古来新方領に属し元春日部と書し中古糟壁町と称し後ち又粕壁宿と唱ふ」「相伝ふ新田左中将義貞の家臣春日部治部少輔時賢なる者当所を領し居住せしにより此唱ありと云ふ、正保の田園簿には糟壁町と書し元禄の図には糟を粕に改む而して町を宿に改めし年代未だ詳ならず」とある。

#### 近世の管轄
- 粕壁宿 - 大名領（岩槻） → 元和5年（1619年）より御料所
- 梅田村 - 大名領（岩槻）
- 内牧村、新方袋村 - 大名領（岩槻） → 宝永8年（1711年）より御料所
- 吉郎兵衛新田 - 享保17年（1732年）より御料所
- 中曽根村、道順川戸村、上蛭田村、下蛭田村、花積村、道口蛭田村 - 大名領（岩槻） → 宝暦6年（1756年）より御料所
- 増戸村、増富村、上大増新田、下大増新田 - 大名領（岩槻）
- 東谷原新田、西谷原新田 - 御料所 → 宝永2年（1705年）より大名領（岩槻）
- 市野割村、大場村 - 御料所 → 宝永年間より大名領（岩槻） → 宝暦年間より御料所
- 薄谷村 - 御料所 → 宝永年間より大名領（岩槻）
- 中野村、大枝村 - 御料所
- 増田新田 - 大名領（岩槻） → 宝暦6年（1756年）より御料および大名領（岩槻）
- 大畑村 - 御料所 → 正徳年間より御料所および大名領（岩槻） → 宝暦6年（1756年）より御料所
- 備後村 - 御料所 → 元禄年間より御料所および旗本領（計五給）
- 赤沼村 - 御料所および寺社領
- 銚子口村、藤塚村、牛島村、新川村、樋堀村、樋籠村、不動院野村 - 御料所
- 八町目村 - 御料所 → 元禄年間より御料所および旗本領
- 小淵村 - 御料所および寺社領 → 元禄年間より御料所および旗本領および寺社領
- 西親野井村、塚崎村、西宝朱花村 - 御料所
- 木崎村 - 旗本領 → 御料所および旗本領
- 芦橋村 - 旗本領 → 一橋家領および大名領（駿河国田中）および旗本領
- 倉常村 - 御料所および旗本領
- 上吉妻村、下吉妻村 - 旗本領
- 小平村、神間村 - 御料所 → 旗本領
- 榎村 - 御料所 → 一橋家領
- 立野村 - 御料所
- 椚村、上金崎村 - 御料所 → 御料所および旗本領
- 金崎村 - 御料所→ 旗本領 → 御料所および旗本領
- 上柳村、永沼村 - 御料所 → 御料所および旗本領
- 下柳村、大衾村、西金野井村、米島村、新宿新田、中野村、飯沼村、米崎村、水角村、赤崎村 - 御料所

### 現代
- 1868年（明治元年）：御料所・旗本領に武蔵知県事、下総知県事が置かれた。武蔵知県事の管轄に入ったのは武蔵国埼玉郡の宿村であり、下総知県事の管轄に入ったのは武蔵国葛飾郡及び下総国葛飾郡の村である。
- 1869年（明治2年）
  - 武蔵知県事が大宮県・小菅県・品川県に分割された。上蛭田村、花積村、中曽根村、新方袋村を除く宿村は大宮県の管轄に入り、上蛭田村、花積村、中曽根村、新方袋村は岩槻藩に編入された。その後、大宮県は同年中に浦和県に改称。下総知県事は葛飾県となった。
  - 9月：粕壁三枚橋に第五区長役場設置。（大小区制）
  - 版籍奉還により諸侯領（旧大名領）に明治政府の下部組織としての藩が成立した。これにより、岩槻藩などの藩が成立した。
  - 浦和県（かつての御料所・旗本領を管轄）の指示により粕壁宿に埼玉郡粕壁（糟壁）組合（行政組織）が作られる。
    - 組合が親村（戸数が少ない村があり、行政運営を隣接する戸数が多い村が管理をしていた）してあるいは寄場（自治会や自警団など）そこの名主を寄場総代として組内各町村の名主を諸般（戸籍や租税など）管理をしていた。
- 1871年（明治4年）
  - 7月14日（8月29日）：岩槻藩が岩槻県となる。後にいう廃藩置県である。
  - 11月：浦和県・岩槻県・葛飾県の一部（武蔵国葛飾郡北部）・その他の県を統合して埼玉県、葛飾県の大半（武蔵国葛飾郡・香取郡・海上郡・匝瑳郡を除いた区域）・その他の県を統合して印旛県となる。
- 1872年（明治5年）
  - 3月：埼玉県は大区小区制を制定した。現在の春日部市域のうち埼玉県庁管轄下の1宿34村は四區及び五區に属した。五區は現在の行政区域だと春日部市域の他、越谷市域、さいたま市岩槻区域（旧岩槻市）、白岡市域の村も含んだ。
    - 四區（松伏付近） - 葛飾郡赤沼村、銚子口村、藤塚村、牛嶋村、新川村、樋堀村、樋籠村、不動院野村
    - 五區（粕壁付近）
      - 春日部市域 - 埼玉郡粕壁（糟壁）宿、内牧村、吉郎兵衛新田、梅田村、大場村、大畑村、大枝村、道順川戸村、上蛭田村、下蛭田村、道口蛭田村、中曽根村、新方袋村、増富村、増戸村、上大増新田、下大増新田、薄谷村、東谷原新田、西谷原新田、市ノ割村、中野村、備後村、増田新田、花積村と葛飾郡小渕村、八丁目村
      - 越谷市域 - 三之宮村、大道村、大竹村、恩間村、大泊村
      - さいたま市岩槻区域 - 相野原村、表慈恩寺村、慈恩寺村、裏慈恩寺村、藤助新田、鹿室村、徳力村、小溝村、平野村、長宮村、大野島村、増長村、大口村、大谷村、大戸村、新方須賀村、大森村
      - 白岡市域 - 爪田ヶ谷村、彦兵衛新田村、太田新井村、岡泉村

  - 7月：粕壁郵便取扱所を新宿組（本町・粕壁東2丁目）に設置。
  - 9月：粕壁に浦和県支庁設置。
  - 10月8日：陸羽道中運輸馬車会社が営業運行開始。（千住から野州宇都宮まで）
  - 10月10日（1872年11月10日）：粕壁宿最勝院において粕壁学校（現在の春日部市立粕壁小学校）が開校。
- 1873年（明治6年）
  - 内牧村鷲香取神社近辺に内牧第114小学校（現在の春日部市立内牧小学校）が開校。
- 1874年（明治7年）
  - 粕壁宿と称し粕壁仲町の民家宅に戸長役場を置く。
  - 八丁目村と称し戸長役場を置く。
  - 第五区警察付属屯所を粕壁におく。
  - 12月28日：吉郎兵衛新田が内牧村の一部に編入。東谷原新田と西谷原新田が合併し谷原新田となる。
- 1875年（明治8年）
  - 8月：下総国葛飾郡庄内領（江戸川右岸）の43村が千葉県庁の管轄から埼玉県庁の管轄に移管。大区小区制では埼玉縣第二十五區として行政区分された。埼玉縣第二十五區のその他の地域は現在の幸手市の一部、北葛飾郡杉戸町の一部、松伏町の一部が当該地域だった。このうち春日部市の区域は飯沼村、新宿新田、中野村、米島村、上柳村、下柳村、大衾村、西金野井村、立野村、小平村、椚村、上吉妻村、下吉妻村、神間村、榎村、倉常村、芦橋村、木崎村、塚越村、西宝珠花村、西親野井村、米崎村、赤崎村、水角村、永沼村、金崎村、上金崎村の27村、幸手市の区域は中島村、花島村、槙野地村、細野村の4村、杉戸町の区域は目沼村、上木津内村、下木津内村、宮前村、鷲巣村、木野川村、屏風村、深輪村、椿村の9村、松伏町の区域は金杉村、魚沼村、築比地村の3村である。
- 1878年（明治11年）7月22日：武蔵国埼玉郡、武蔵国葛飾郡の埼玉県庁管轄区域（江戸川西岸）に北葛飾郡、下総国葛飾郡の埼玉県庁管轄区域に中葛飾郡と改称。大区小区制は郡区町村編制法の施行により廃止。
- 1879年（明治12年）
  - 埼玉郡が北埼玉郡と南埼玉郡に分割。郡区町村編制法により武蔵国埼玉郡の南部に南埼玉郡と称する。葛飾郡を北葛飾郡と称する。中葛飾郡は北葛飾郡役所で業務を代行していた。南埼玉郡役所を南埼玉郡岩槻町（現在のさいたま市岩槻区。現在のさいたま市岩槻区役所周辺）に設置。北葛飾郡役所を北葛飾郡杉戸宿（現在の北葛飾郡杉戸町）の宝性院で開設。
  - 中曽根村が南中曽根村に改称した。
- 1883年（明治16年）
  - 粕壁宿三枚橋（現在の粕壁東6丁目あたり）に越ヶ谷警察署粕壁分署を置く。
  - 南埼玉郡・北葛飾郡立粕壁中学校（埼玉県立春日部高等学校の前身）を粕壁小学校に開設。
- 1884年（明治17年）：連合戸長が置かれる。春日部市域を管轄する連合戸長は粕壁宿、上蛭田村、備後村、小渕村、八丁目村、藤塚村、魚沼村、下柳村、西宝珠花村、槙野地村に置かれた。
- 1885年（明治18年）：陸羽道中運輸馬車会社、営業距離を短縮（東京 - 千住 - 栗橋）。
- 1886年（明治19年）：郡立粕壁中学校廃止。
- 1889年（明治22年）4月1日
  - 粕壁宿が町制施行により南埼玉郡粕壁町となる。
  - 内牧村と梅田村が合併して南埼玉郡内牧村となる。
  - 新方袋村、南中曽根村、道順川戸村、上蛭田村、下蛭田村、花積村、道口蛭田村、増戸村、増富村、上大増新田、下大増新田、谷原新田の12村が合併して南埼玉郡豊春村となる。
  - 一ノ割村、薄谷村、中野村、増田新田、大場村、大畑村、大枝村、備後村の8村が合併して南埼玉郡武里村となる。
  - 赤沼村、銚子口村、藤塚村が合併して北葛飾郡豊野村となる。
  - 牛島村、新川村、樋堀村、樋籠村、八丁目村、不動院野村、小渕村の7村が合併して北葛飾郡幸松村となる。
  - 木崎村、芦橋村、倉常村、屏風村、深輪村、椿村、細野村が合併して中葛飾郡桜井村となる。その後木崎、芦橋、倉常は泉村、杉戸町を経て、1960年（昭和35年）に庄和村に編入された。
  - 西親野井村、塚崎村、西宝珠花村が合併して中葛飾郡宝珠花村となる。
  - 上吉妻村、下吉妻村、小平村、神間村、榎村、立野村、椚村の7村が合併して中葛飾郡富多村となる。
  - 金崎村、上金崎村、上柳村、下柳村、永沼村、大衾村、西金野井村の7村が合併して中葛飾郡南桜井村となる。
  - 米島村、新宿新田、中野村、飯沼村、米崎村、水角村、赤崎村の7村が合併して中葛飾郡川辺村となる。
- 1888年（明治21年）：大宮 - 粕壁間県道（現在の埼玉県道2号さいたま春日部線）が開通。開通式を南埼玉郡岩槻町（現在のさいたま市岩槻区）の芳林寺で挙行。
- 1891年（明治24年）：大宮 - 粕壁間に乗合馬車が開通。
- 1893年（明治26年）6月：千住馬車鉄道千住 - 粕壁間（現在の粕壁三丁目の最勝院前付近。現在の春日部駅とは異なる）、旅客営業開始。
- 1895年（明治28年）
  - 3月：葛飾郡を南葛飾郡と北葛飾郡と分け江戸川と基点として県境を変更。
  - 12月28日：粕壁銀行が設立。
- 1896年（明治29年）
  - 3月29日：中葛飾郡が北葛飾郡に編入される。
  - 5月1日：明治貯蓄銀行が設立。
- 1897年（明治30年）5月：千住馬車鉄道、越ヶ谷 - 粕壁間、営業収支悪化により廃止。
- 1899年（明治32年）
  - 陸羽道中運輸馬車会社、栗橋 - 千住間の営業路線を廃止。
  - 埼玉県第四尋常中学校（旧制）が設立される。同年粕壁中学校と改称（現在の埼玉県立春日部高等学校）。
  - 8月27日：東武鉄道（現・東武伊勢崎線）粕壁駅（現・春日部駅）開業。
  - 12月20日：東武鉄道（現・東武伊勢崎線）武里駅開業。
- 1900年（明治33年）6月14日：宝珠花銀行が設立。
- 1906年（明治39年）：元町の民家宅に粕壁町役場が移転。
- 1911年（明治44年）
  - 粕壁町立実科高等女学校（現在の埼玉県立春日部女子高等学校）が開校。
  - 最勝院において粕壁税務署（現・春日部税務署）が開設。
- 1915年（大正4年）1月：粕壁町営電気事業組合が電力電灯事業を開始。
- 1916年（大正5年）2月9日：総武鉄道が大宮駅 - 粕壁駅間の乗合自動車営業開始。
- 1922年（大正11年）：内務省薬用植物園を開設。
- 1925年（大正14年）：粕壁町役場（現在のまちなみ公園）に移転。
- 1926年（大正15年）10月1日：東武伊勢崎線一ノ割駅開業。
- 1929年（昭和4年）11月17日：北総鉄道（現・東武野田線）粕壁 - 大宮間が開通。粕壁駅、豊春駅、八木崎駅が開業。同年中に北総鉄道は総武鉄道に改称。
- 1930年（昭和5年）
  - 10月1日：総武鉄道（現・東武野田線）清水公園 - 粕壁間が開通。牛島信号所開設。
  - 12月6日：総武鉄道武州川辺駅開業。
  - 12月8日：総武鉄道永沼臨時停留所開業。
- 1931年（昭和6年）
  - 3月1日：総武鉄道牛島信号所が駅に格上げされ、牛島駅として開業。
  - 3月5日：総武鉄道牛島駅から藤の牛島駅に改称。
  - 7月3日：総武鉄道永沼臨時停留所を停留所化。
- 1932年（昭和7年）：総武鉄道永沼停留所を南桜井駅に改称。
- 1933年（昭和9年）5月10日：総武鉄道土井貨物仮停留所開設。
- 1942年（昭和17年）
  - 7月：埼玉県は埼葛地方事務所（現在の埼玉県春日部地方庁舎）を設置。庁舎は粕壁町立粕壁小学校に置く。
  - 11月：粕壁町営電気事業組合を解散。電力電灯事業を関東配電（東京電力の前身）に譲渡。春日部町は対価として関東配電から関東配電株券を授受。
- 1943年（昭和18年）11月6日：総武鉄道米島駅開業。
- 1944年（昭和19年）
  - 2月1日：総武鉄道、東武鉄道に合併し、東武野田線と改称。
  - 4月1日：南埼玉郡粕壁町と同郡内牧村が町村合併し、春日部町となる。
- 1945年（昭和20年）
  - 5月20日：東武野田線武州川辺駅営業停止。
  - 8月15日：春日部保健所が民家宅に開設。
- 1947年（昭和22年）7月16日：東武野田線土井貨物仮停留所廃止。
- 1948年（昭和23年）
  - 3月6日：春日部町警察署（自治体警察）を設置。
  - 7月：埼玉県農業会春日部病院（春日部市立医療センターの前身）が開院。
- 1949年（昭和24年）：春日部保健所、現在の春日部市商工振興センターの所在地に移転。
- 1950年（昭和25年）7月5日：東武野田線武州川辺駅廃止。
- 1951年（昭和26年）10月1日：春日部町警察署を廃止し、国家地方警察に移管。国家地方警察埼玉県春日部地区警察署と改称。
- 1954年（昭和29年）
  - 7月1日：南埼玉郡春日部町と同郡豊春村、武里村、北葛飾郡幸松村と豊野村の1町4村の合併により市制を施行、春日部市となる（埼玉県内13番目、埼玉県東南部では初の市制施行）。
  - 警察法改正により埼玉県警察発足。国家地方警察埼玉県春日部地区警察署が埼玉県春日部警察署となる。
- 1956年（昭和31年）
  - 1月24日：埼葛火葬場組合（現在の埼葛組合斎場）が春日部市内牧に開設。
  - 12月23日：東武野田線（旧）南桜井駅と米島駅を廃止し同日、（新）南桜井駅開業。
- 1958年（昭和33年）2月1日：埼玉県農業会春日部病院を市が病院を買収し、春日部市立病院として再編。
- 1959年（昭和34年）春日部税務署を東武野田線八木崎駅付近に移転。
- 1964年（昭和39年）1月8日：日本住宅公団（現在の都市再生機構）が春日部市大字大枝・大字大場に大規模団地を建設決定（現在の武里団地）。
- 1966年（昭和41年）
  - 4月1日：武里団地に入居開始。
  - 9月1日：東武伊勢崎線北春日部駅開業。営団地下鉄（現・東京地下鉄）日比谷線との相互直通運転区間が北春日部駅まで延長される。
- 1967年（昭和42年）
  - 国道16号バイパス、春日部市から岩槻市間が開通。
  - 5月22日：大沼運動公園と公園内軟式野球場完成。
- 1968年（昭和43年）3月1日：法務省浦和地方法務局春日部出張所跡（大字粕壁字仲町）を改装し、春日部市立図書館が開館。
- 1969年（昭和44年）：春日部市立病院をNTT春日部八木崎局付近から中央七丁目の所在地に移転。
- 1970年（昭和45年）11月：東部総合食品卸市場開場。
- 1971年（昭和46年）
  - 1月8日：春日部市役所庁舎落成。
  - 3月25日：春日部西口交通公園完成。
  - 6月10日：旧春日部町（粕壁町）役場（市役所庁舎跡。現在のまちなみ公園）を市立図書館として転用。
  - 12月1日：春日部駅西口を開設。
- 1975年（昭和50年）4月30日：国道16号バイパス、当市から野田市間が開通。
- 1977年（昭和52年）7月27日：国道4号バイパス、越谷市下間久里から庄和町間が開通。
- 1983年（昭和58年）4月：厚生省春日部薬草園跡地に市民文化会館、市立図書館が落成。
- 1984年（昭和59年）11月：古利根川（大字八丁目 - 粕壁東一丁目の対岸）に古利根公園橋が完成。
- 1986年（昭和61年）3月19日：防災行政無線運用開始。
- 2003年（平成15年）4月1日：北葛飾郡庄和町・杉戸町・南埼玉郡宮代町と法定合併協議会を設置。
- 2004年（平成16年）
  - 4月6日：市制50周年記念事業の一環で、クレヨンしんちゃんの野原家の住民登録を実施した（春日部市役所にて住民票が市民に進呈していた。もちろん公的に使えるものではない）。クレヨンしんちゃんの主人公野原しんのすけを当市のイメージキャラクターに起用した。市職員の名札や春日部市の広報誌などに使用された。ただし、クレヨンしんちゃんがイメージキャラクターを務めたのは1年間だけであった。
  - 7月11日：春日部市も含む関係する町で合併是非を問う住民投票が実施された。2005年（平成17年）3月31日に、新設合併により新たに「春日部市」に移行予定であったが、南埼玉郡宮代町のみ反対が上回った。同年9月30日に合併協議会は廃止された。
- 2005年（平成17年）10月1日：春日部市と北葛飾郡庄和町との1市1町で合併協議を進め、北葛飾郡庄和町と新設合併し、現在の春日部市となる。これに伴い、市内の大字を廃し[4]、町名変更が行われる[5]。2005年時点で、埼玉県東部地区では唯一の市町合併であった。
- 2007年（平成19年）4月1日：防災行政無線放送等変更。
- 2008年（平成20年）
  - 2月1日：コミュニティバス「春バス（はるばす）」を運行開始。
  - 4月1日：特例市に指定された。
- 2011年（平成23年）12月5日：軽自動車検査協会埼玉事務所春日部支所開所
- 2016年（平成28年）7月：春日部市立病院を新築移転し、春日部市立医療センターに改称。
- 2024年  (令和6年) 1月：市立病院跡地に市役所新庁舎が開庁[6]。
- 2025年（令和7年）
  - 1月28日：埼玉県八潮市道路陥没事故が発生。市内の一部地域において下水道の使用を抑えるよう呼びかけが行われた[7]。
  - 1月30日：前述の事故への対応として、春日部中継ポンプ場の下水を、新方川を経由して中川に緊急放流する措置が取られた[8]。

## 人口
高度経済成長以来、東京のベッドタウンとして人口増加の一途をたどり、2000年の国勢調査で24万0924人に達した。しかし、その後は都心回帰により人口減少に転じた。2009年以降は自然動態もマイナスに転じた。特に南部の武里団地では人口減少が著しく、高齢化率が40%を超える。2021年の人口は約22万9000人。
| |                                          |  |
| 春日部市と全国の年齢別人口分布（2005年） | 春日部市の年齢・男女別人口分布（2005年） |  |
| ■紫色 ― 春日部市 ■緑色 ― 日本全国 | ■青色 ― 男性 ■赤色 ― 女性                |  |
| 春日部市（に相当する地域）の人口の推移 \| 1970年（昭和45年） \| 103,828人 \| \| \| 1975年（昭和50年） \| 146,856人 \| \| \| 1980年（昭和55年） \| 187,913人 \| \| \| 1985年（昭和60年） \| 207,021人 \| \| \| 1990年（平成2年） \| 226,449人 \| \| \| 1995年（平成7年） \| 238,598人 \| \| \| 2000年（平成12年） \| 240,924人 \| \| \| 2005年（平成17年） \| 238,506人 \| \| \| 2010年（平成22年） \| 237,178人 \| \| \| 2015年（平成27年） \| 232,709人 \| \| \| 2020年（令和2年） \| 229,792人 \| \| |                                          |  |
| 総務省統計局 国勢調査より |                                          |  |
| 1970年（昭和45年） | 103,828人                                |  |
| 1975年（昭和50年） | 146,856人                                |  |
| 1980年（昭和55年） | 187,913人                                |  |
| 1985年（昭和60年） | 207,021人                                |  |
| 1990年（平成2年） | 226,449人                                |  |
| 1995年（平成7年） | 238,598人                                |  |
| 2000年（平成12年） | 240,924人                                |  |
| 2005年（平成17年） | 238,506人                                |  |
| 2010年（平成22年） | 237,178人                                |  |
| 2015年（平成27年） | 232,709人                                |  |
| 2020年（令和2年） | 229,792人                                |  |

### 人口動態概要
2024年現在約22.6万人となっており1990年(平成2年)の人口とほぼ同じ水準である。春日部市の人口変遷を見ると、1950年時点では4.7万人ほどの人口に過ぎなかったが、飛躍的な発展を遂げ最盛期の2000年には5倍以上の24万人の人口を抱えるまでに成長した。1995年国勢調査までの人口増加率は全国平均を上回って推移していたが、近年は都心回帰の流れもあり埼玉県、全国平均よりやや速いペースで人口減少、高齢化が進んでいる。
| 実施年 | 春日部市人口(人) | 春日部市増加数(人) | 春日部市増加率(%) | 国内増加率(%) |
| ------ | ---------------- | ------------------ | ----------------- | ------------- |
| 1950年 | 46,842           | -                  | -                 | -             |
| 1955年 | 48,309           | 1,467              | 3.1               | 7.3           |
| 1960年 | 50,088           | 1,779              | 3.7               | 4.6           |
| 1965年 | 59,240           | 9,152              | 18.3              | 5.2           |
| 1970年 | 103,828          | 44,588             | 75.3              | 5.5           |
| 1975年 | 146,856          | 43,028             | 41.4              | 7.9           |
| 1980年 | 187,913          | 41,057             | 28.0              | 4.6           |
| 1985年 | 207,021          | 19,108             | 10.2              | 3.4           |
| 1990年 | 226,449          | 19,428             | 9.4               | 2.1           |
| 1995年 | 238,598          | 12,149             | 5.4               | 1.6           |
| 2000年 | 240,924          | 2,326              | 1.0               | 1.1           |
| 2005年 | 238,506          | 2,418              | 1.0               | 0.7           |
| 2010年 | 237,178          | 1,328              | 0.6               | 0.2           |
| 2015年 | 232,709          | 4,469              | 1.9               | 0.8           |
| 2020年 | 229,792          | 2,917              | 1.3               | 0.8           |

## 行政
- 市長：岩谷一弘（2021年11月6日就任 1期目）

### 歴代市長
旧・春日部市
- 初代 - 第3代 ：山口宏 任期：昭和29年（1954年） 8月6日 - 昭和41年（1966年） 8月5日（3期在任。市制施行前の旧春日部町長を1期、市制施行直後は市長職務執行者を在任）
- 第4代 - 第8代：田中俊治 任期：昭和41年（1966年） 8月6日 - 昭和60年（1985年）12月31日（5期在任）
- 第9代 - 第13代：三枝安茂 任期：昭和61年（1986年）1月20日 - 平成17年（2005年） 9月30日（5期在任。合併後は市長職務執行者を在任）

現・春日部市
- 初代 - 第4代 ：石川良三 任期：平成17年（2005年）11月6日 - 令和3年（2021年）11月5日（4期在任）
- 第5代 ：岩谷一弘 任期：令和3年(2021年) 11月6日 - 現職

### 市の施設
市役所の庁舎は1970年（昭和45年）に建設されたが、老朽化、施設の分散、耐震性などが問題になり、旧春日部市立病院跡地（春日部市中央七丁目2番地1）に新庁舎が建設され、2023年（令和5年）12月16日に完成式典が行われた（行政サービスは2024年1月4日開始）。
- 春日部市役所
- 春日部市役所庄和総合支所（旧庄和町役場。児童センター兼図書館）
- 春日部市役所武里出張所（武里団地内）
- 春日部市立医療センター
- 環境センター
- グリーンセンター
- 春日部市民文化会館
- 春日部市立図書館（中央図書館・武里図書館、庄和図書館）
- 正風館図書室
- 郷土資料館
- 春日部情報発信館「ぷらっとかすかべ」
- 春日部第1児童センター「エンゼルドーム」
- 視聴覚センター
- 大沼運動公園
- 市民体育館
- 市民プール（休止）
- 春日部市総合体育館「ウイング・ハット春日部」
- 市民武道館
- 武里市民センター
- 総合福祉センター「あしすと春日部」
- 健康福祉センター「ゆっく武里」
- 勤労者会館・ライム
- 男女共同参画推進センター「ハーモニー春日部」
- 商工振興センター「アクシス春日部」
- 大池親水公園
- 大池憩いの家
- 薬師沼親水公園
- 薬師沼憩いの家
- 内牧公園
- 春日部市牛島野球場
- 大凧公園（庄和大凧会館解体跡地）
- 大凧文化交流センター「ハルカイト」（旧・宝珠花小学校の設備を活用）
- 庄和総合公園
- 庄和市民センター「正風館」
- 谷原グランド
- 南栄町グランド

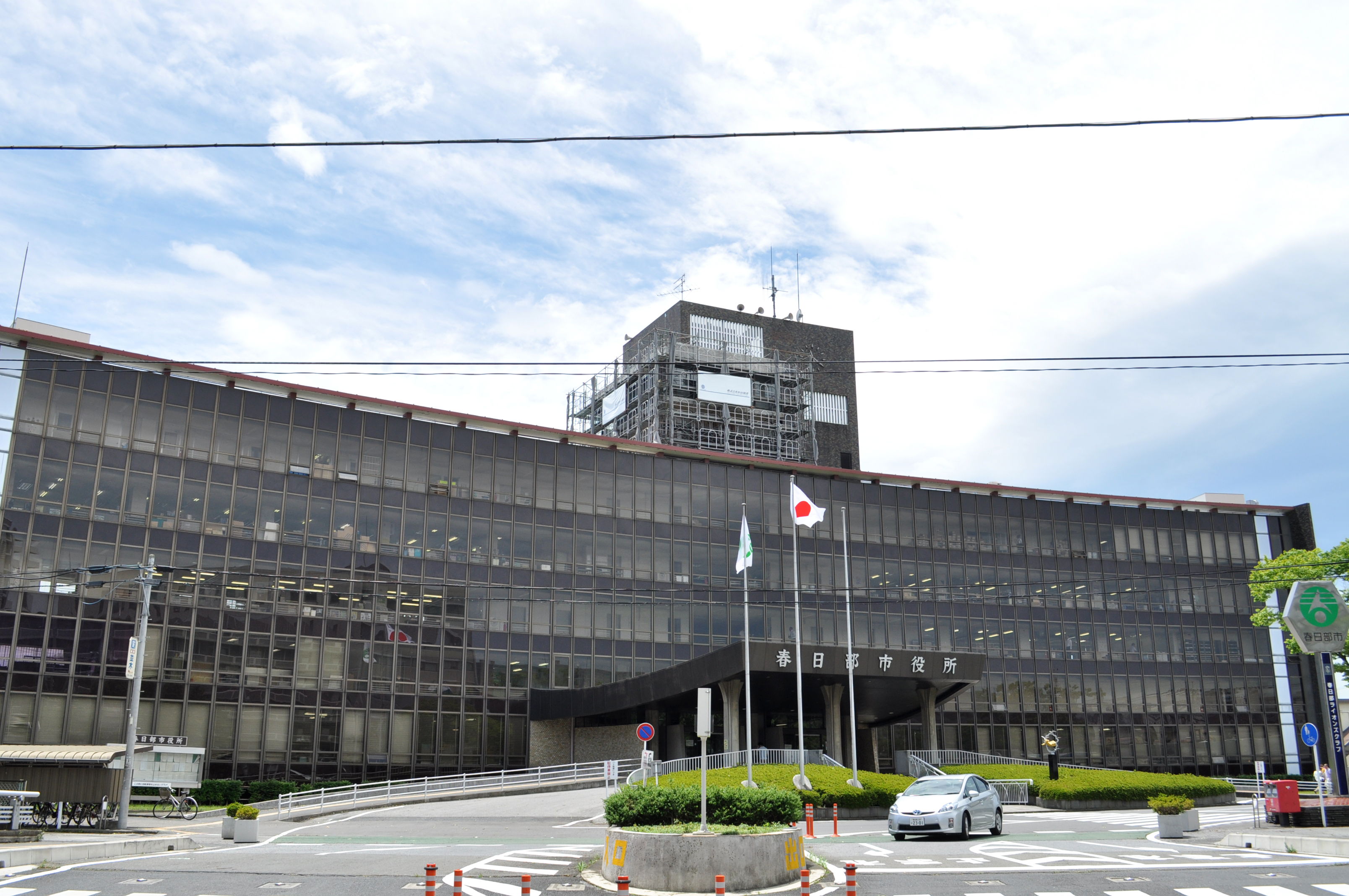
春日部市役所（旧庁舎）
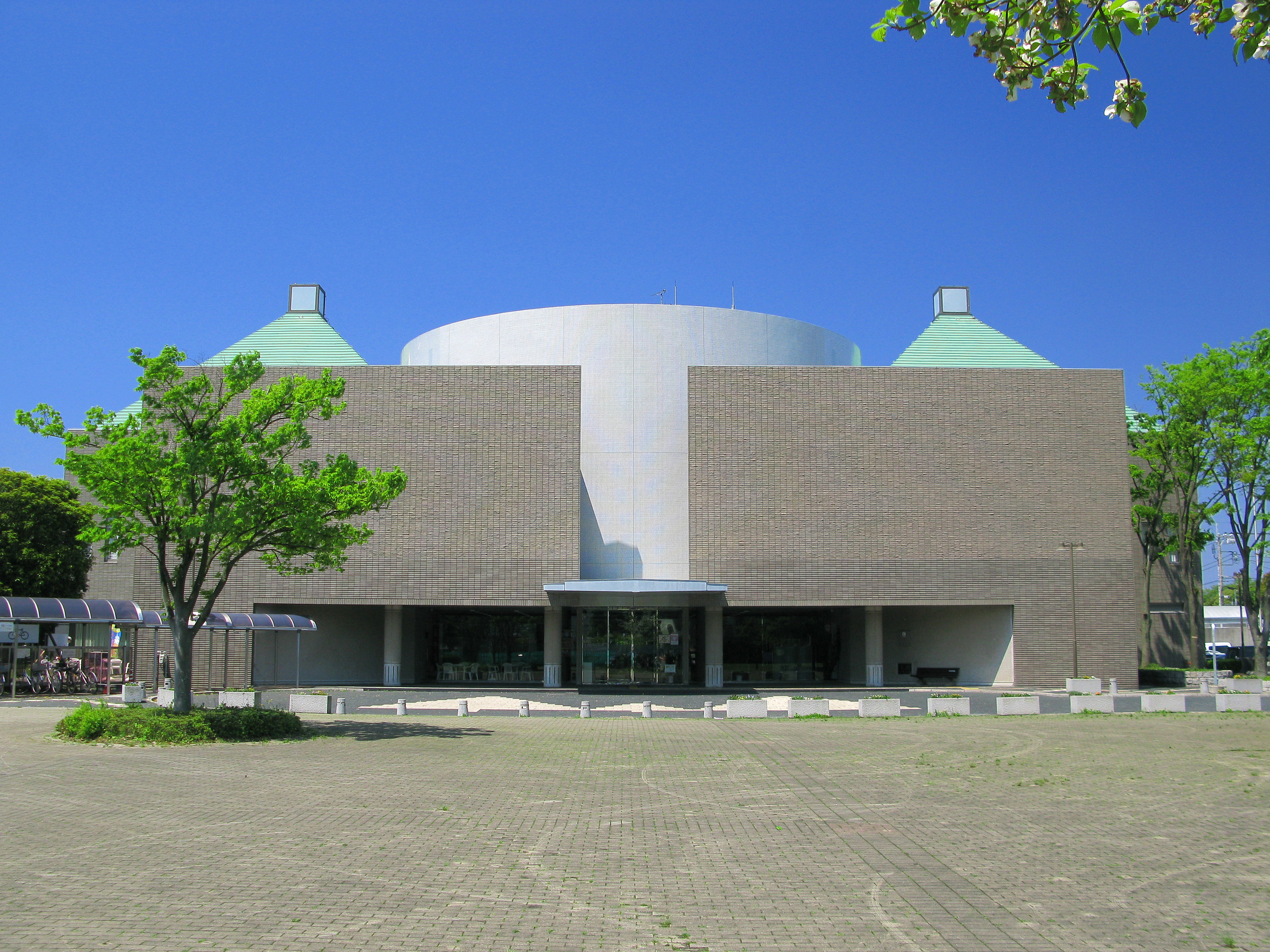
庄和総合支所・児童センター・庄和図書館（旧庄和町役場）
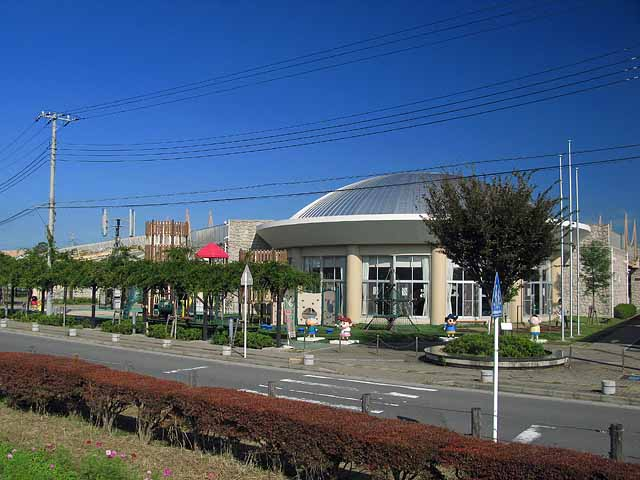
春日部第1児童センター
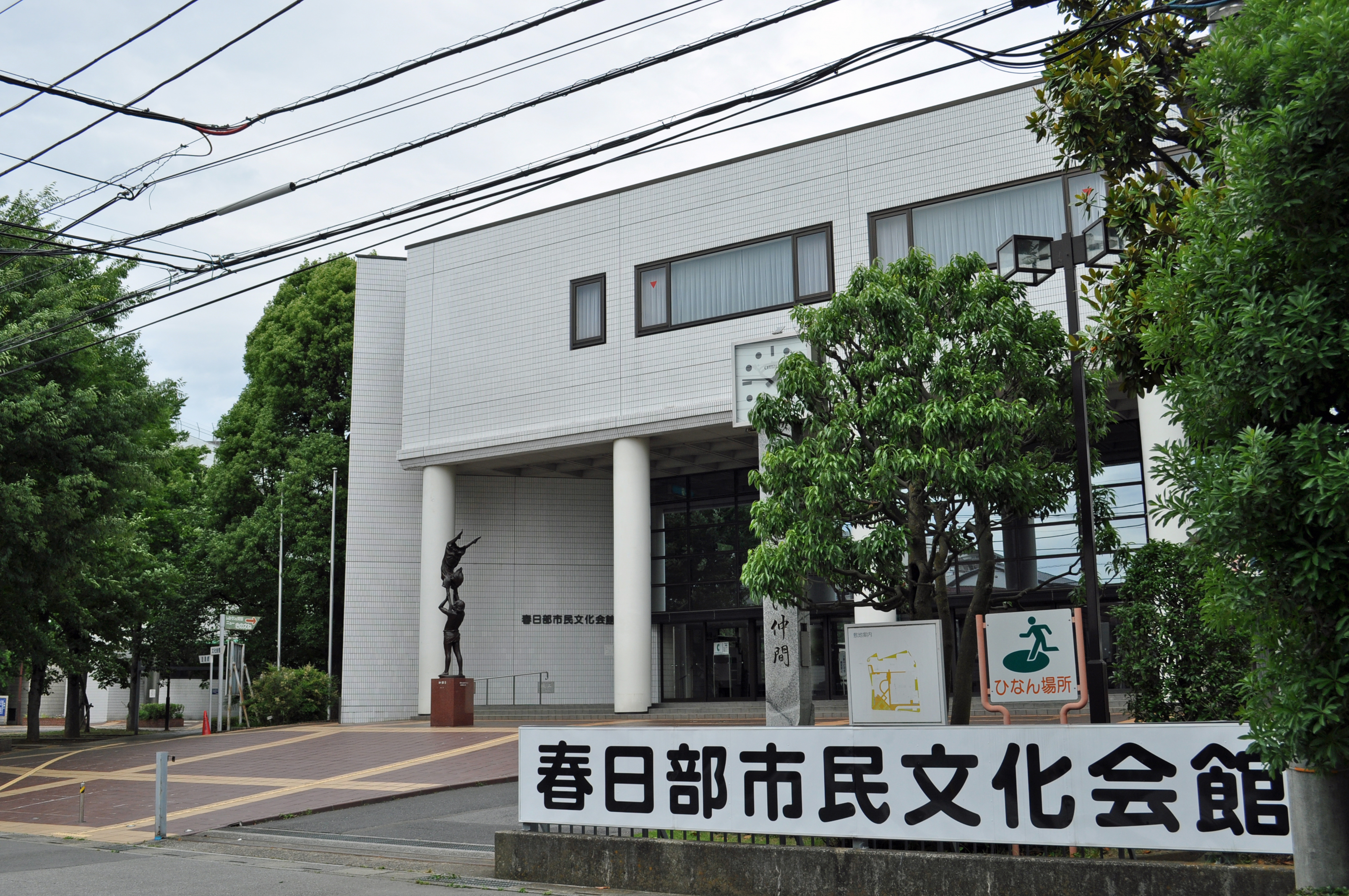
春日部市民文化会館
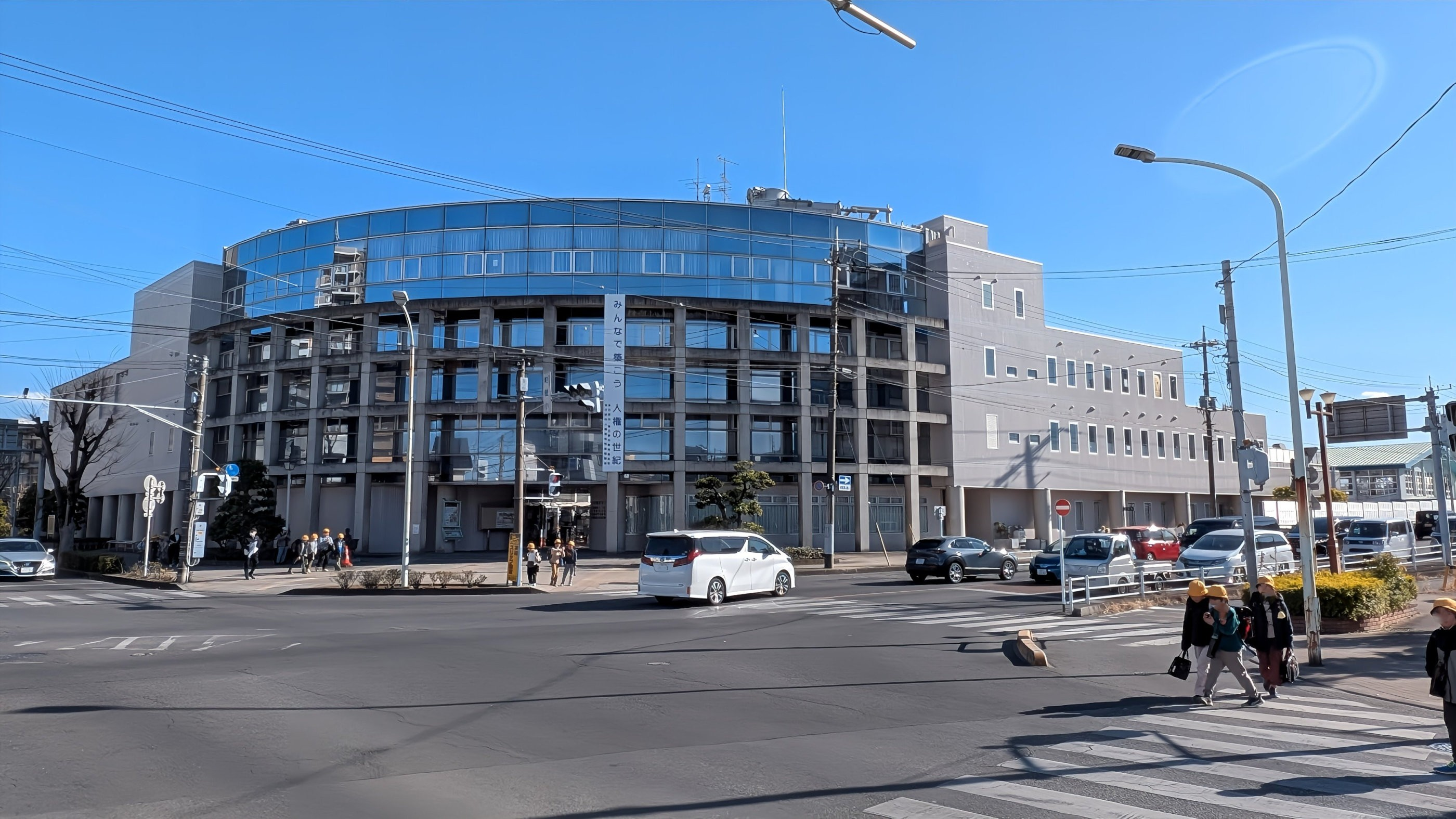
郷土資料館
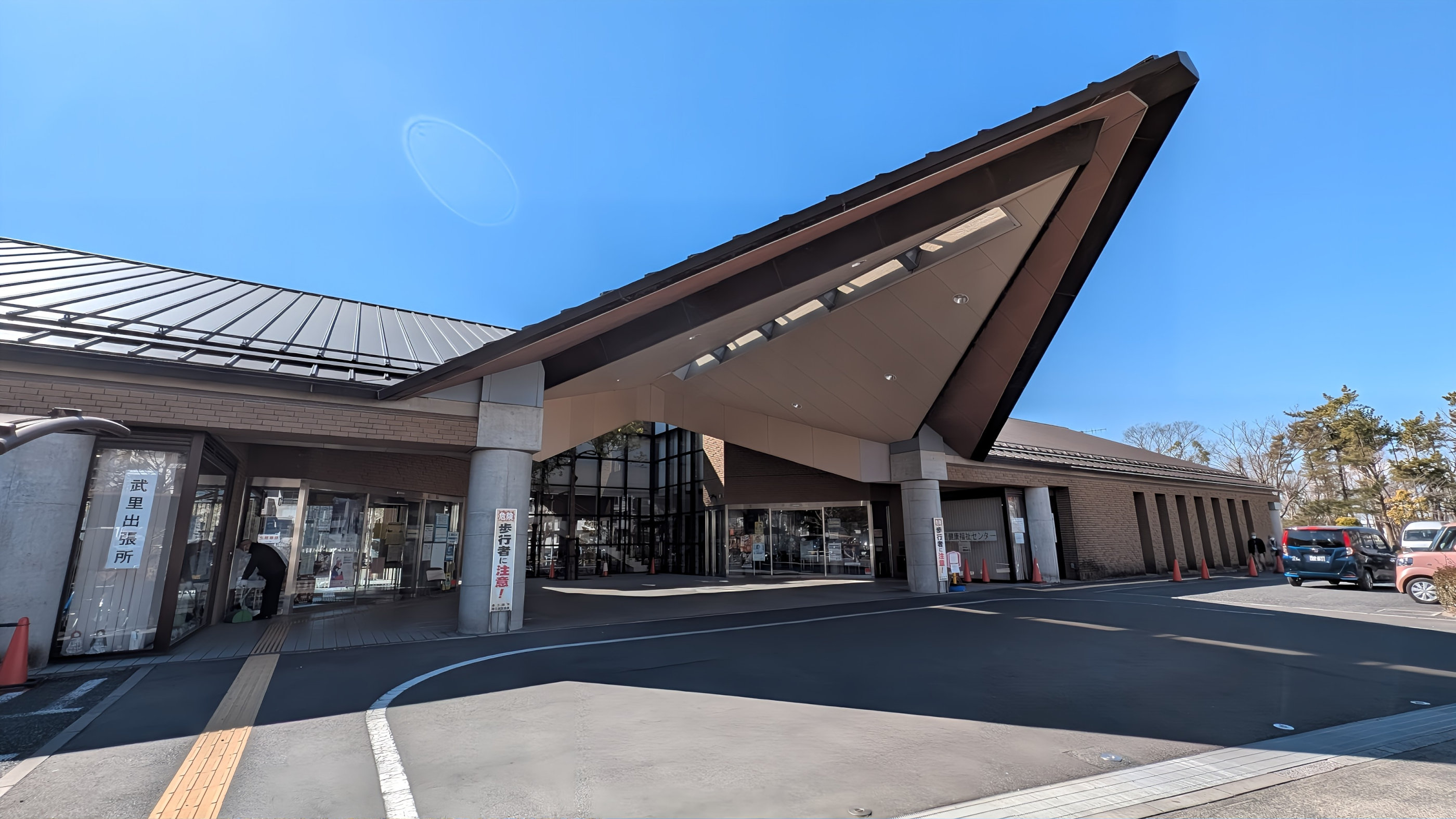
健康福祉センター「ゆっく武里」
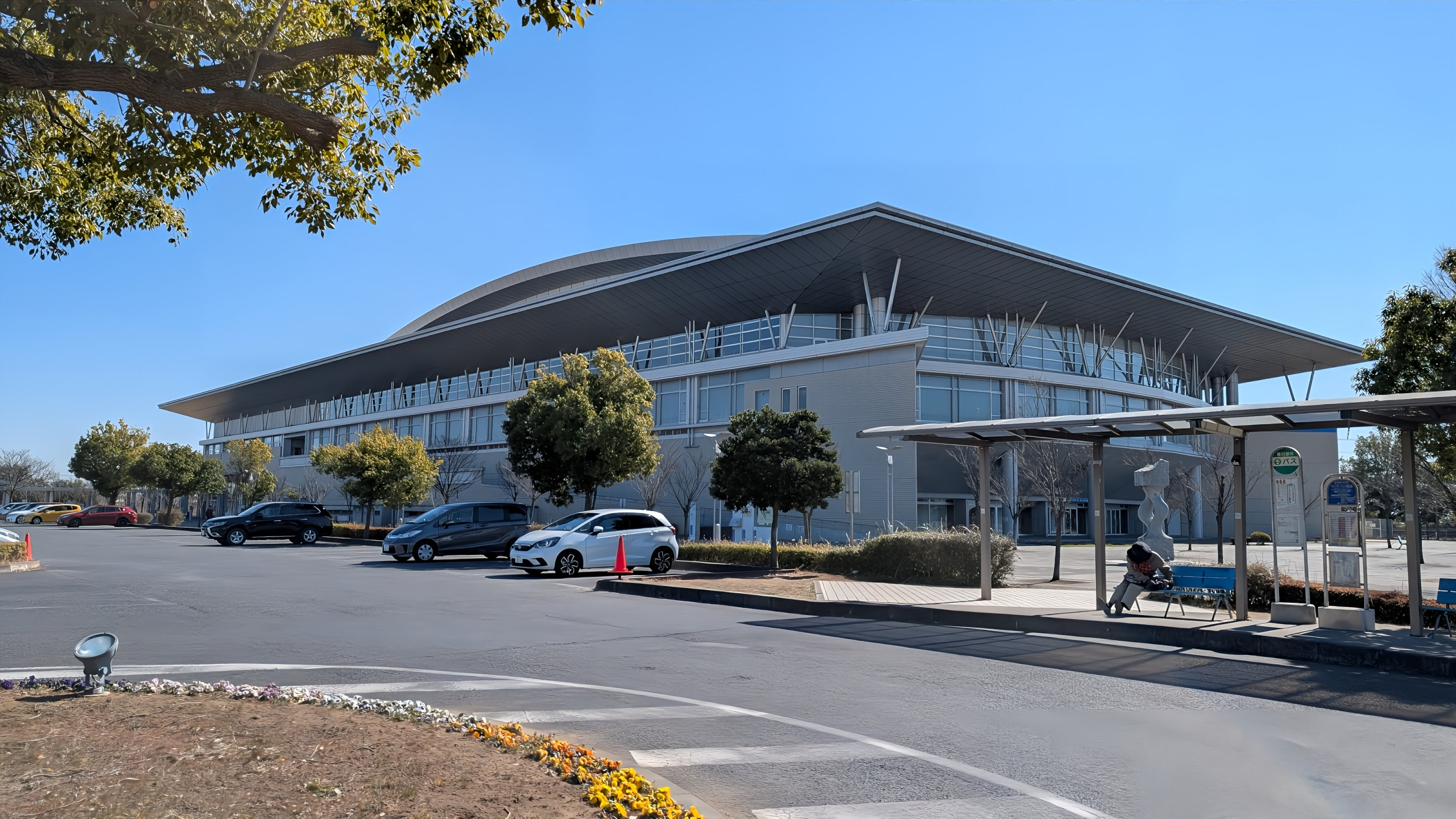
春日部市総合体育館「ウイング・ハット春日部」
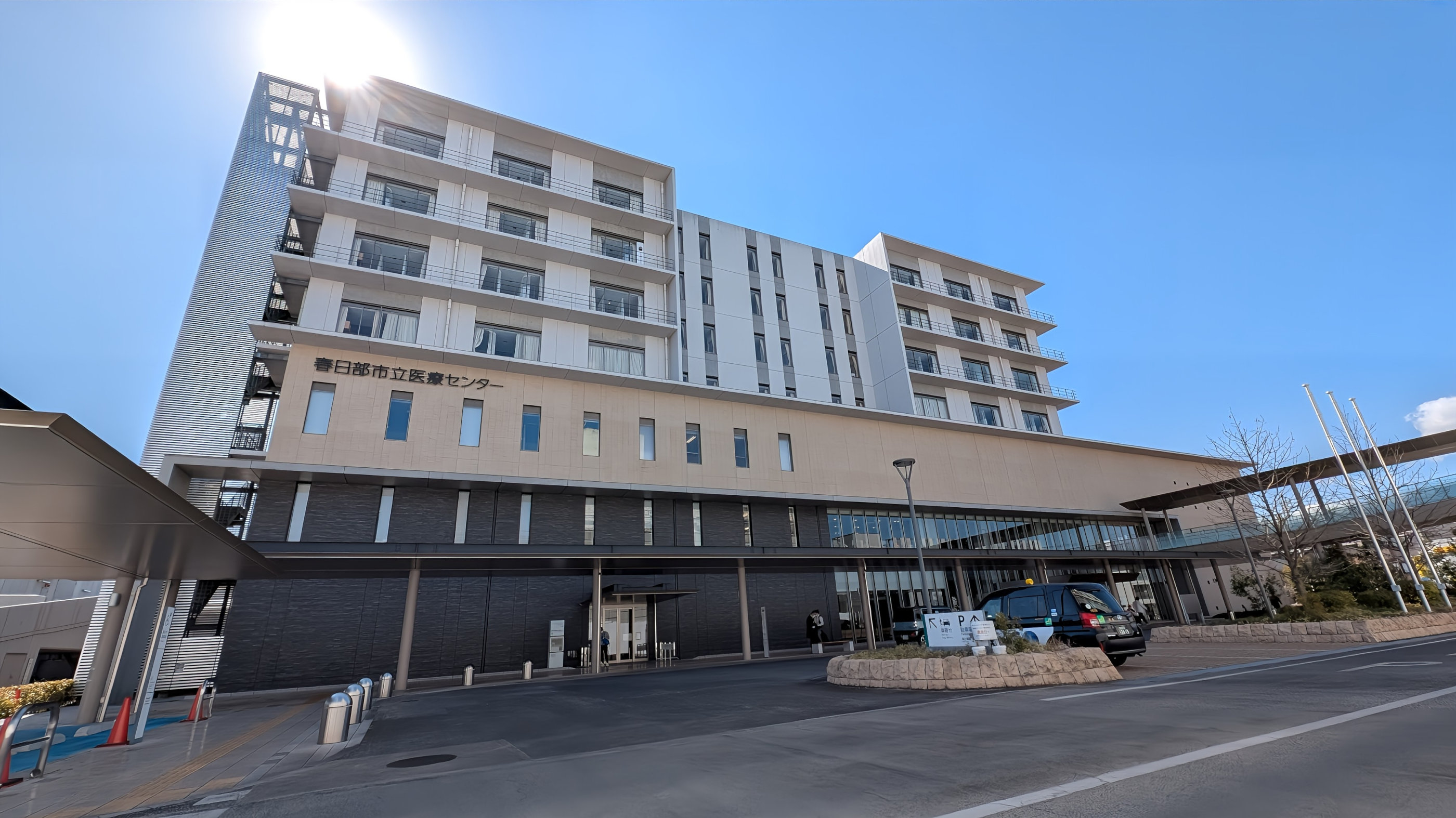
春日部市立医療センター

### 広域行政
- 一部事務組合
  - 江戸川水防事務組合（吉川市、三郷市、北葛飾郡松伏町とともに構成自治体の市町域内江戸川右岸における水防事務を行っている。事務所は三郷市役所内に設置）
  - 利根川栗橋流域水防事務組合（久喜市、幸手市、北葛飾郡杉戸町、茨城県猿島郡五霞町とともに利根川右岸および江戸川右岸の水防事務を行っている）
  - 埼葛斎場組合（蓮田市、白岡市、北葛飾郡杉戸町とともに斎場運営を行っている）
  - 埼玉県都市ボートレース企業団（飯能市、加須市、本庄市、東松山市、狭山市、羽生市、鴻巣市、深谷市、上尾市、草加市、越谷市、入間市、朝霞市、さいたま市とともに戸田競艇の開催に関する事務を行っている）
- 協議会
  - 埼玉県東部中央都市連絡協議会 - 3市2町（春日部市・蓮田市・白岡市・南埼玉郡宮代町・北葛飾郡杉戸町）で構成し、図書館などの公共施設の相互利用や災害時の相互援助や避難場所の相互利用について防災協定を締結している。
  - 越谷市の住民（図書館のみ）
  - 北葛飾郡松伏町の住民（図書館のみ）
  - さいたま市の住民（図書館のみ）

広域相互利用ではないが、図書館のみ川口市立図書館と草加市中央図書館は春日部市民が利用登録ができる。
- 東埼玉消防指令業務共同運用協議会：越谷市（越谷市消防局）、三郷市（三郷市消防本部）、吉川松伏消防組合（吉川市・松伏町）、春日部市（春日部市消防本部）、草加八潮消防組合（草加市・八潮市）とともに各消防本部で行っていた119番通報の受付及び各消防署等への通信指令業務を令和８年４月に統合する予定。

### 国の出先機関
- 法務省
  - さいたま地方法務局春日部出張所
- 国税庁
  - 春日部税務署
- 厚生労働省
  - 春日部公共職業安定所
  - 春日部労働基準監督署
- 国土交通省
  - 大宮国道事務所春日部国道出張所
  - 江戸川河川事務所江戸川上流出張所

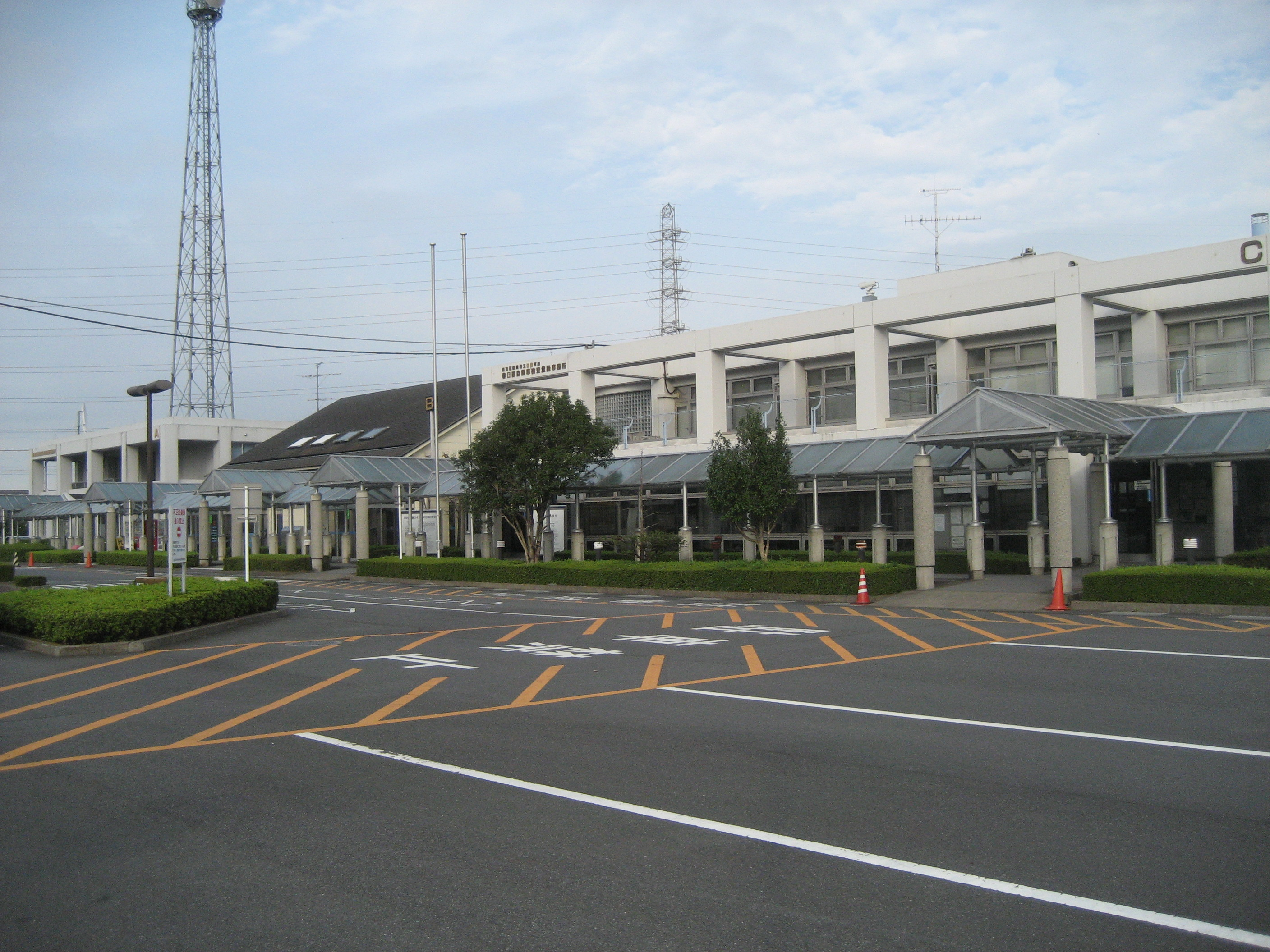
春日部自動車検査登録事務所

  - 江戸川河川事務所首都圏外郭放水路管理支所
  - 関東運輸局埼玉運輸支局春日部自動車検査登録事務所
  - 軽自動車検査協会春日部支所（2011年12月開所。所轄地域は上記の春日部自動車検査登録事務所と同じ）
- 防衛省
  - 自衛隊埼玉地方協力本部春日部募集案内所
- 日本年金機構
  - 春日部年金事務所

### 県関係機関
- 埼玉県春日部地方庁舎
  - 東部地域振興センター（東部地域創造センターと東部産業労働センターを統合）
    - 東部地域振興センター交通事故相談（旧交通事故相談所春日部支所）

  - 春日部県税事務所
  - 春日部保健所
  - 消費者生活支援センター春日部
  - 東部中央福祉事務所
  - 春日部農林振興センター
  - 東部教育事務所（旧埼葛教育事務所）
- 埼玉県企業局庄和浄水場
- 埼玉県総合治水事務所
- 埼玉県自動車税事務所春日部支所
- 東部地域振興ふれあい拠点施設（ふれあいキューブ）
  - パスポートセンター春日部支所
- 鉄道高架建設事務所（春日部市役所第2別館内）

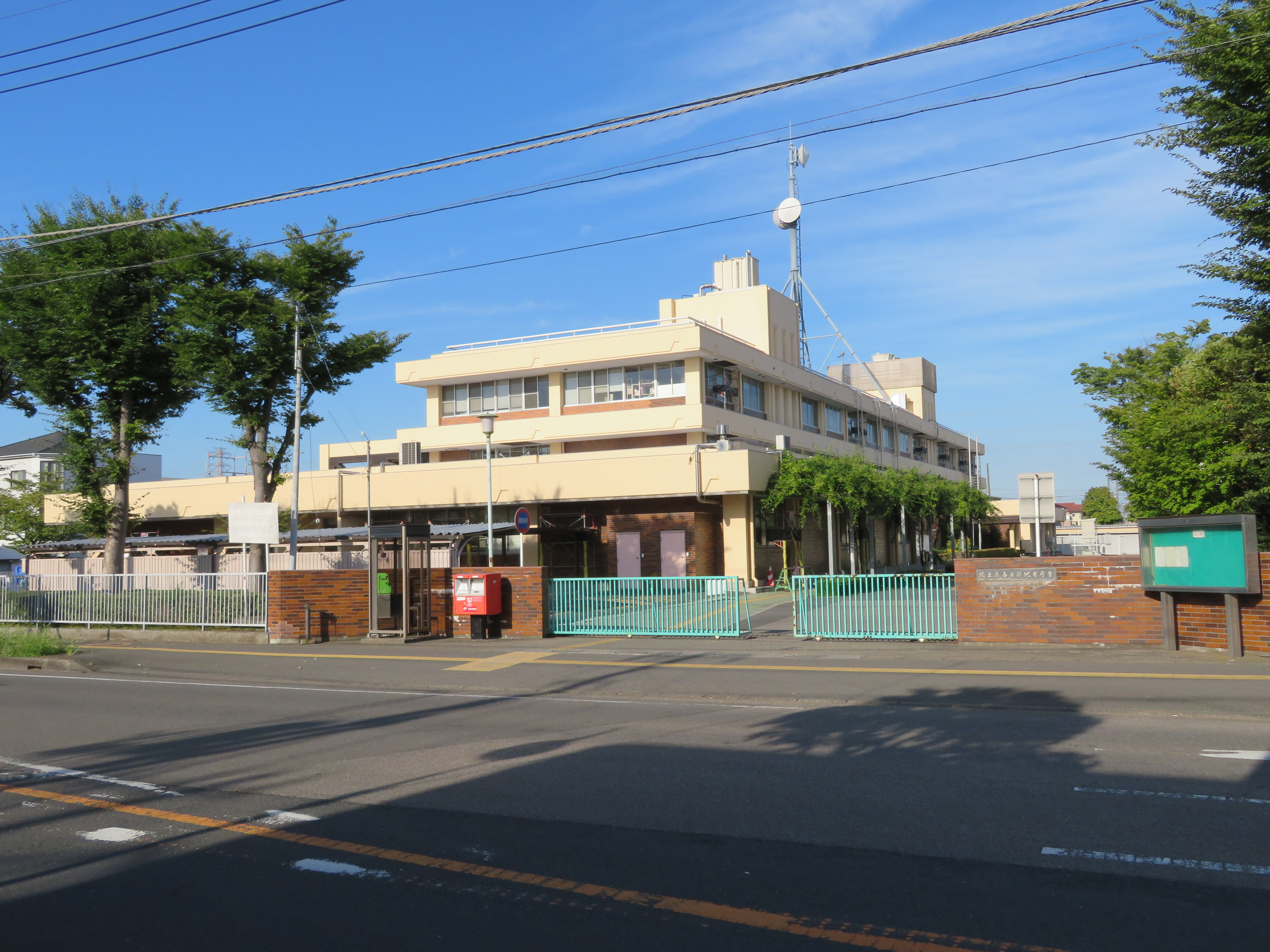
春日部地方庁舎
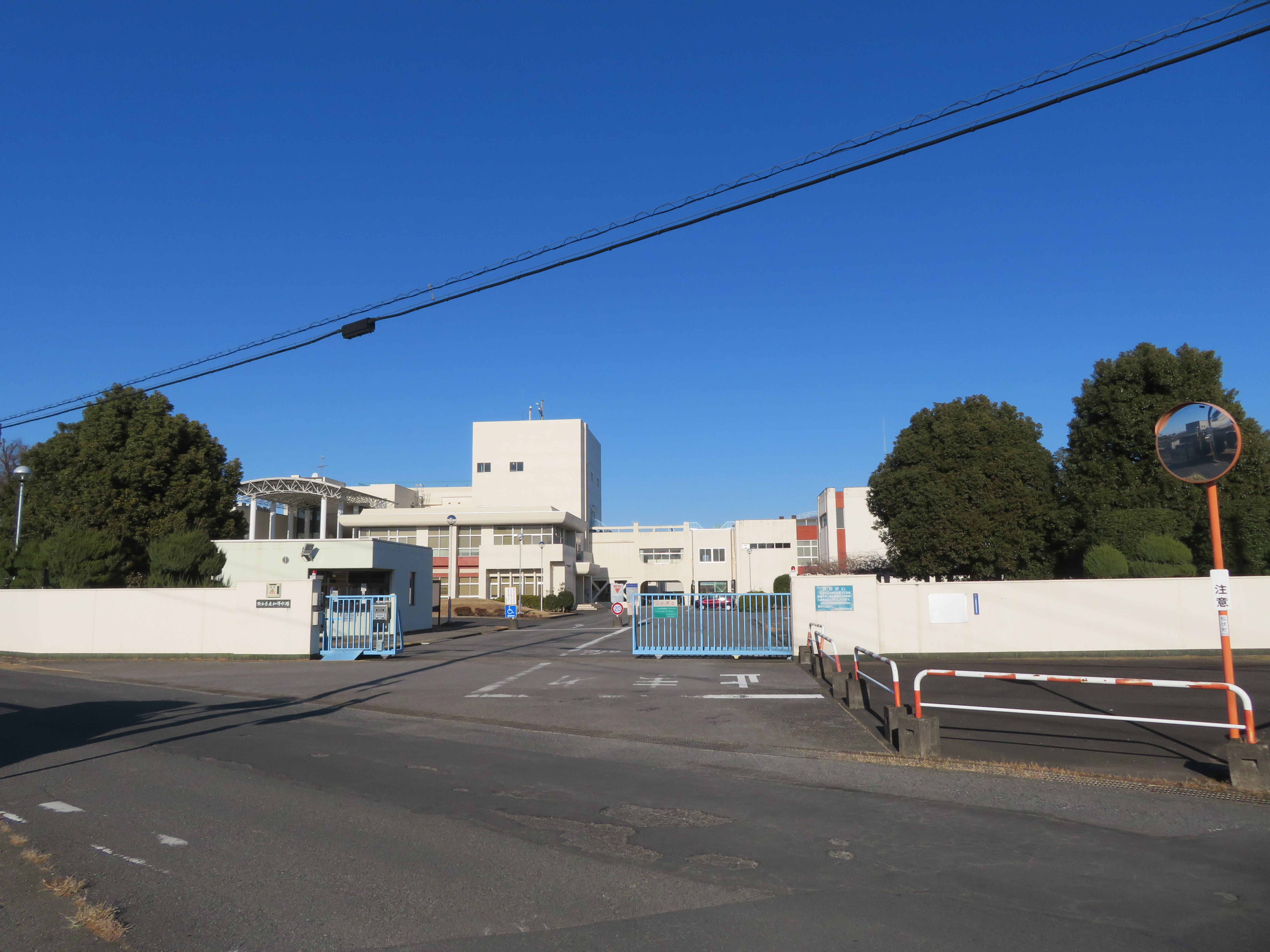
庄和浄水場
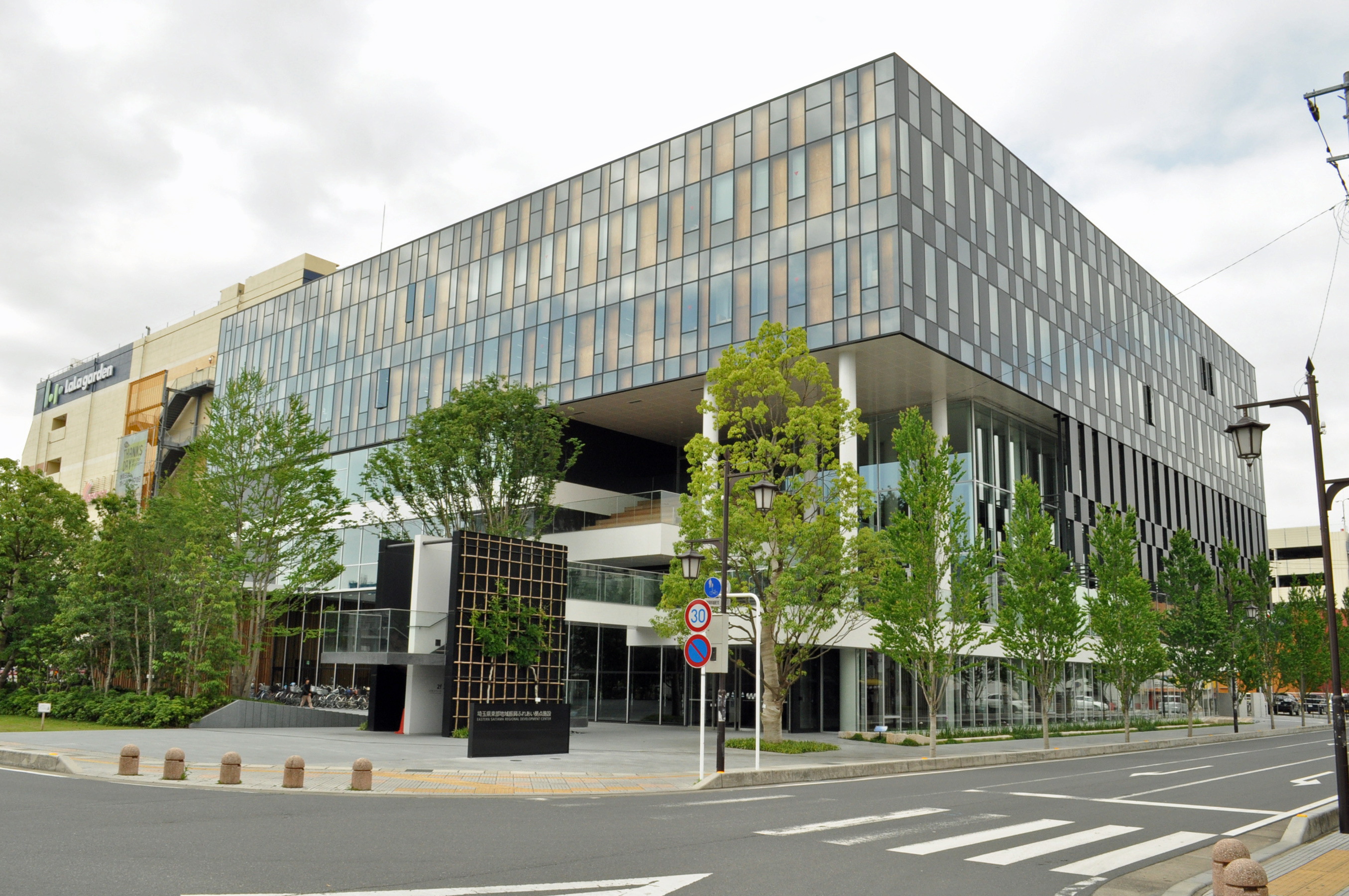
東部地域振興ふれあい拠点施設 ふれあいキューブ
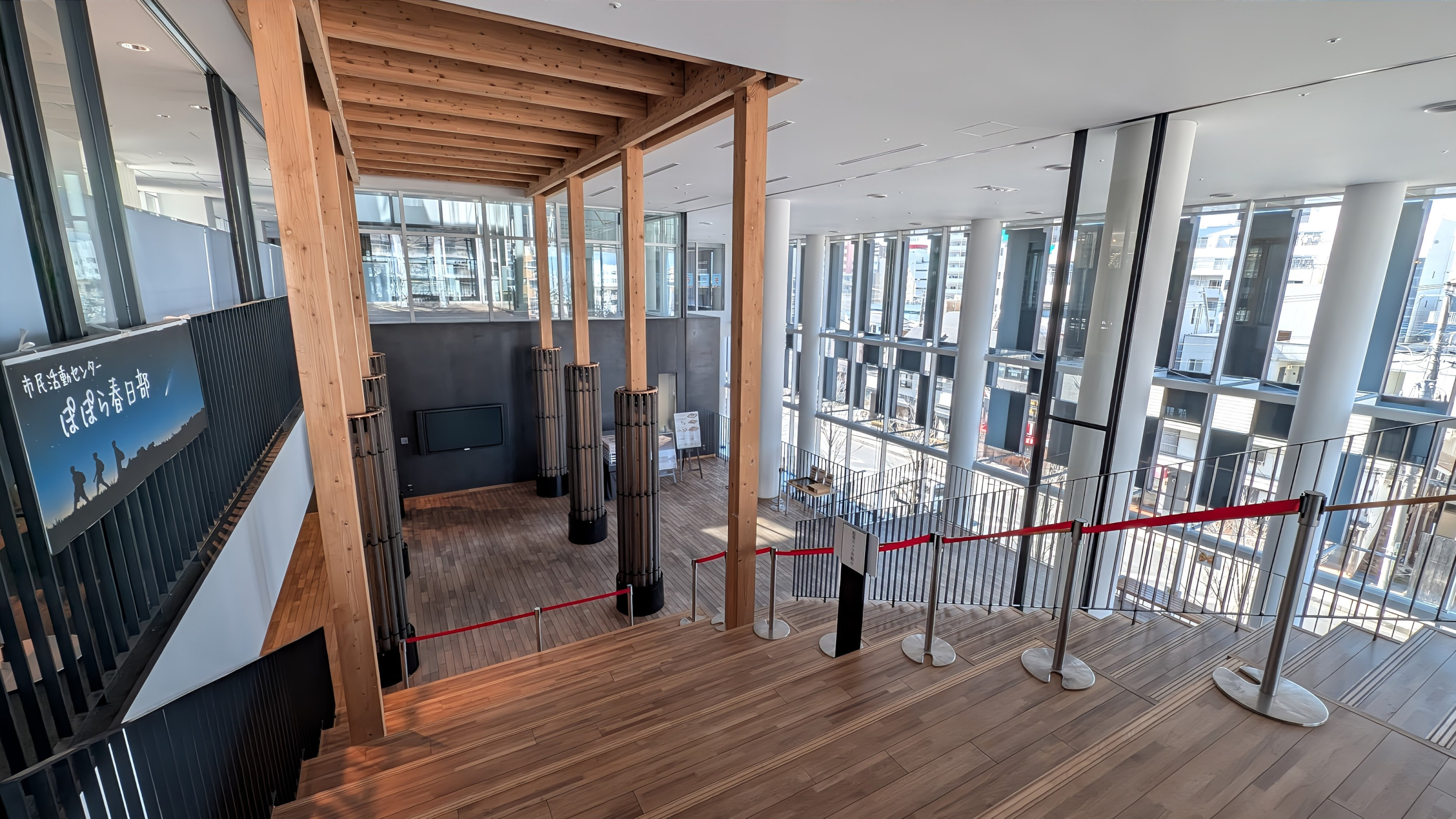
ふれあいキューブ 内部・2F～3F
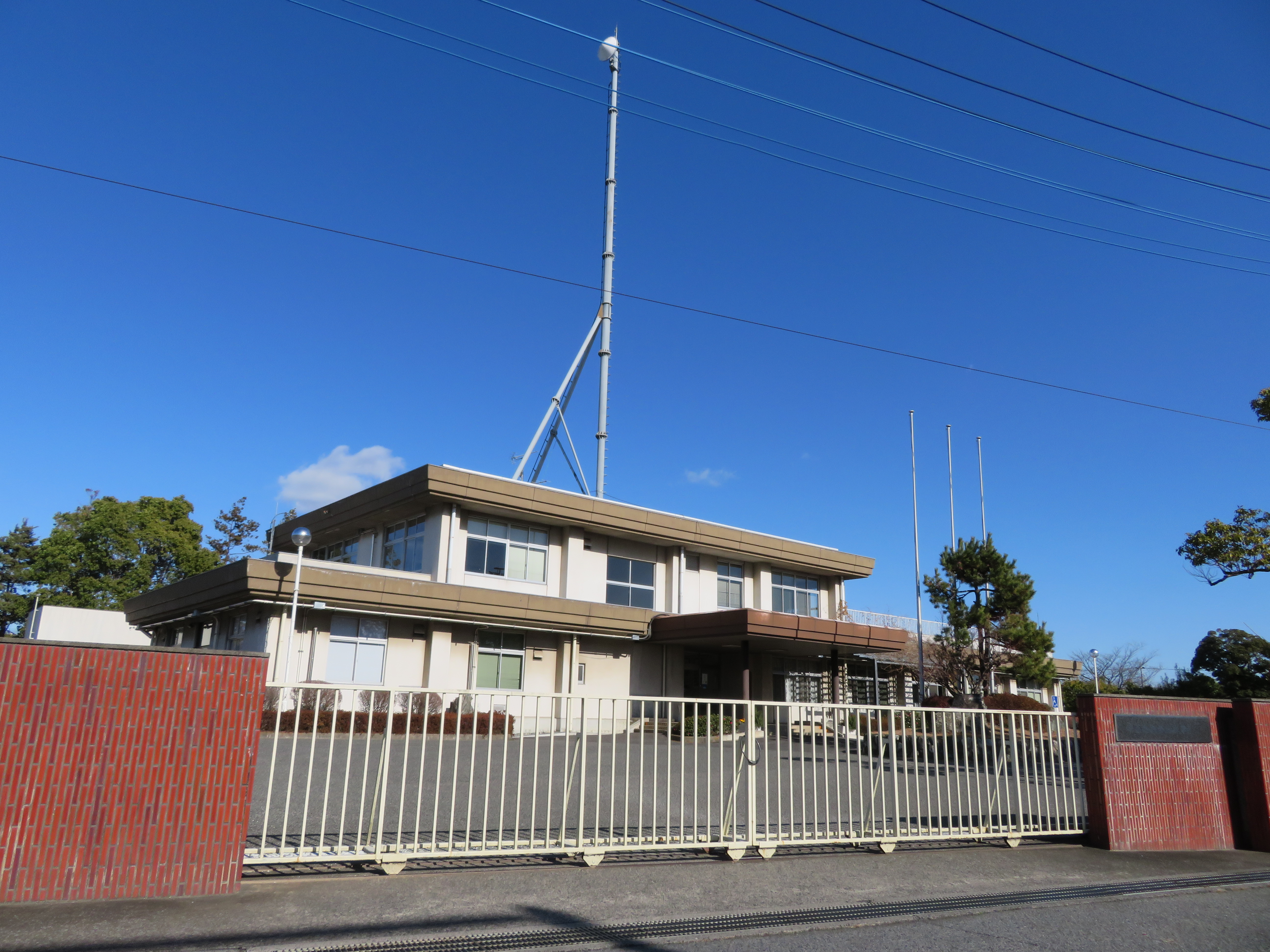
総合治水事務所

## 立法

### 埼玉県議会（東7区選出）
- 定数：3名
- 任期：2019年（平成31年）4月30日 - 2019年（令和4年）4月29日

| 議員名   | 会派名                     | 備考 |
| -------- | -------------------------- | ---- |
| 白土幸仁 | 自由民主党埼玉県議会議員団 |      |
| 権守幸男 | 公明党埼玉県議会議員団     |      |
| 秋山文和 | 日本共産党埼玉県議会議員団 |      |

### 衆議院
- 任期 ： 2024年（令和6年）10月27日 - 2028年（令和10年）10月26日（「第50回衆議院議員総選挙」参照）

| 選挙区       | 議員名   | 党派名     | 当選回数 | 備考     |
| ------------ | -------- | ---------- | -------- | -------- |
| 埼玉県第16区 | 土屋品子 | 自由民主党 | 9        | 選挙区   |
| 埼玉県第16区 | 三角創太 | 立憲民主党 | 1        | 比例復活 |

## 経済

### 金融機関
- みずほ銀行春日部支店
- 三菱UFJ銀行
  - 春日部支店（春日部駅前支店を併設）
- 三井住友銀行春日部支店（市病院事業指定金融機関）
- 埼玉りそな銀行
  - 春日部支店
  - 春日部西口支店
  - 庄和支店
- 群馬銀行春日部支店
- 足利銀行春日部支店
- 武蔵野銀行
  - 春日部支店
  - 武里支店
  - 藤ケ丘支店
  - 庄和支店
- 栃木銀行武里支店

| - 埼玉縣信用金庫 - 春日部支店 - 豊春支店 - 春日部西口支店 - 川口信用金庫 - 一ノ割支店 - 春日部支店 - 中央労働金庫春日部支店 - 南彩農業協同組合（JA南彩） - 本店 - 春日部支店 - 春日部東支店 - 埼玉みずほ農業協同組合（JA埼玉みずほ） - 庄和東支店 - 庄和中央支店 - ゆうちょ銀行春日部店（春日部郵便局） |

### 市内の主な企業
- 本社・本店が存在
  - ジョイマート
  - 篠崎屋（登記上の本店が存在）
  - MCJ（マウスコンピューター 春日部市で創業）

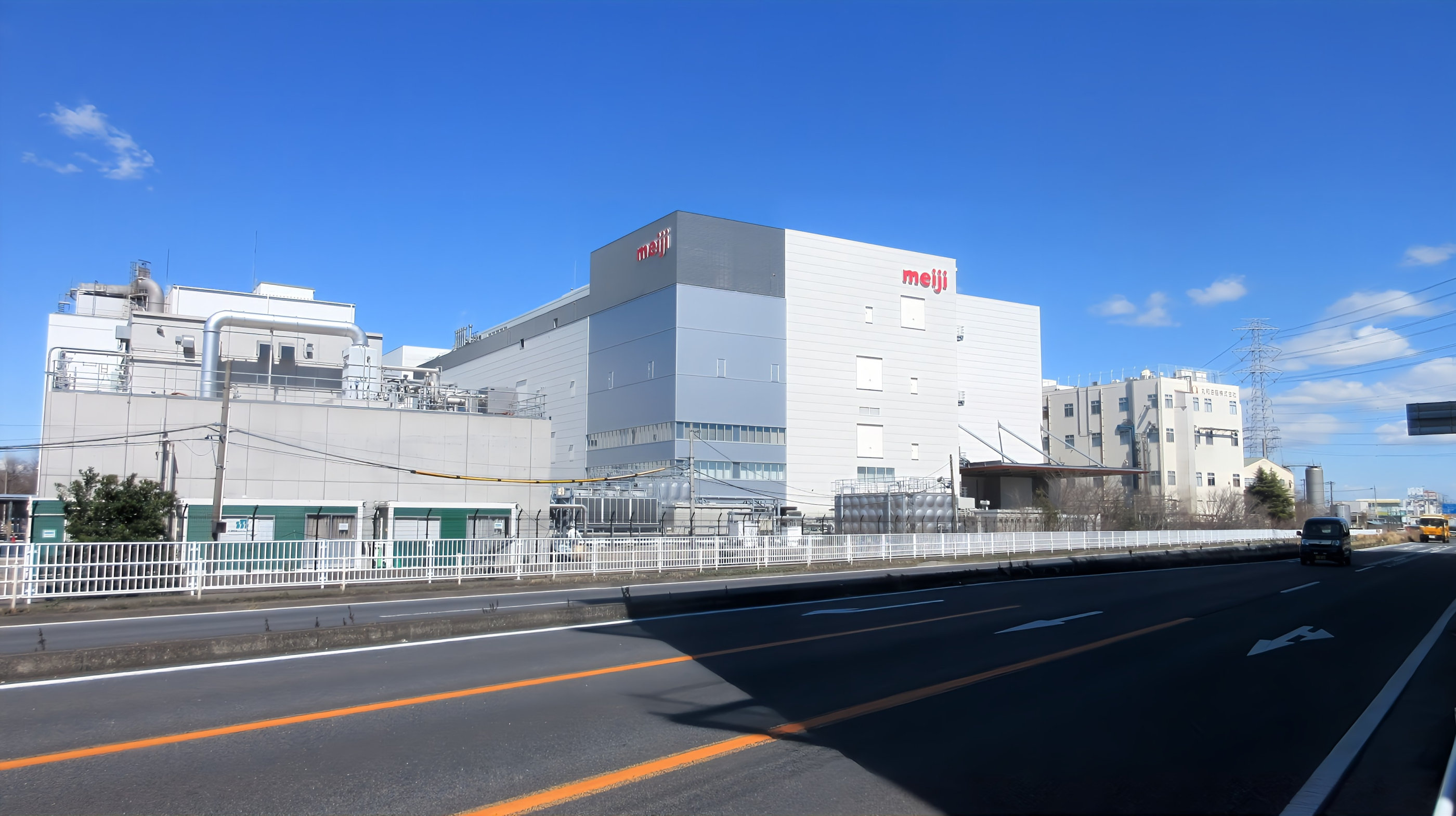
明治 埼玉工場
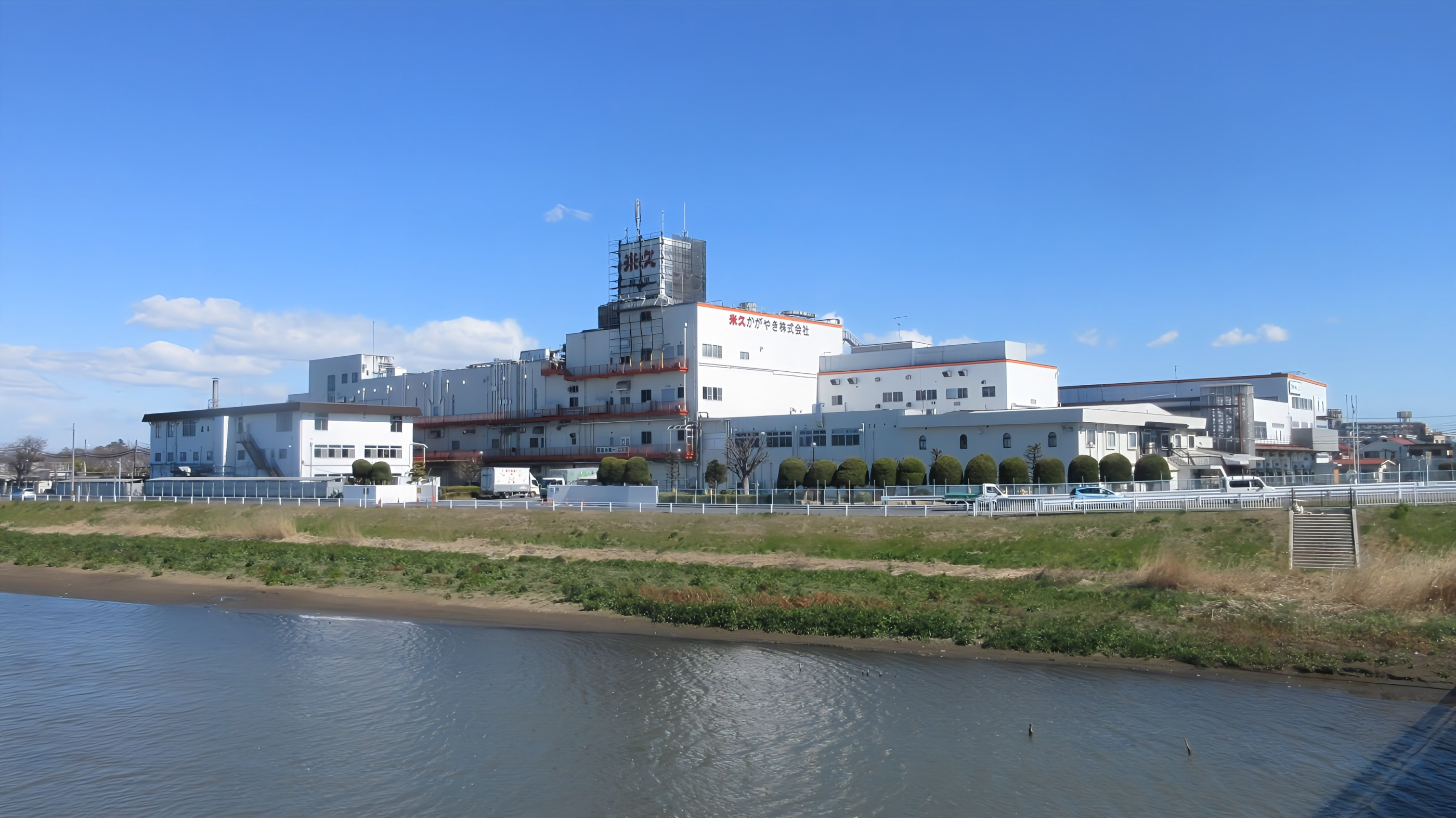
米久かがやき(株)

  - アイソニーフーズ
  - 匠大塚
- その他
  - ウエルシア薬局
  - 島忠（春日部市で創業）
  - 三州製菓
  - 東彩ガス
  - 明治 (企業)
  - 桃屋
  - 米久かがやき
  - エバメール化粧品
  - 文明堂東京

- 明治 埼玉工場
- 米久かがやき(株)

### 市内の主な商業施設
- ララガーデン春日部
  - ユナイテッド・シネマ春日部
- イオンモール春日部
  - イオンシネマ春日部
- イトーヨーカドー春日部店
- スーパービバホーム春日部店
- 匠大塚春日部本店（旧ロビンソン百貨店の店舗に開業）
- 島忠 春日部本店
- ヤマダデンキテックライフセレクト春日部本店
- ベルク (企業) 春日部梅田店/緑町店

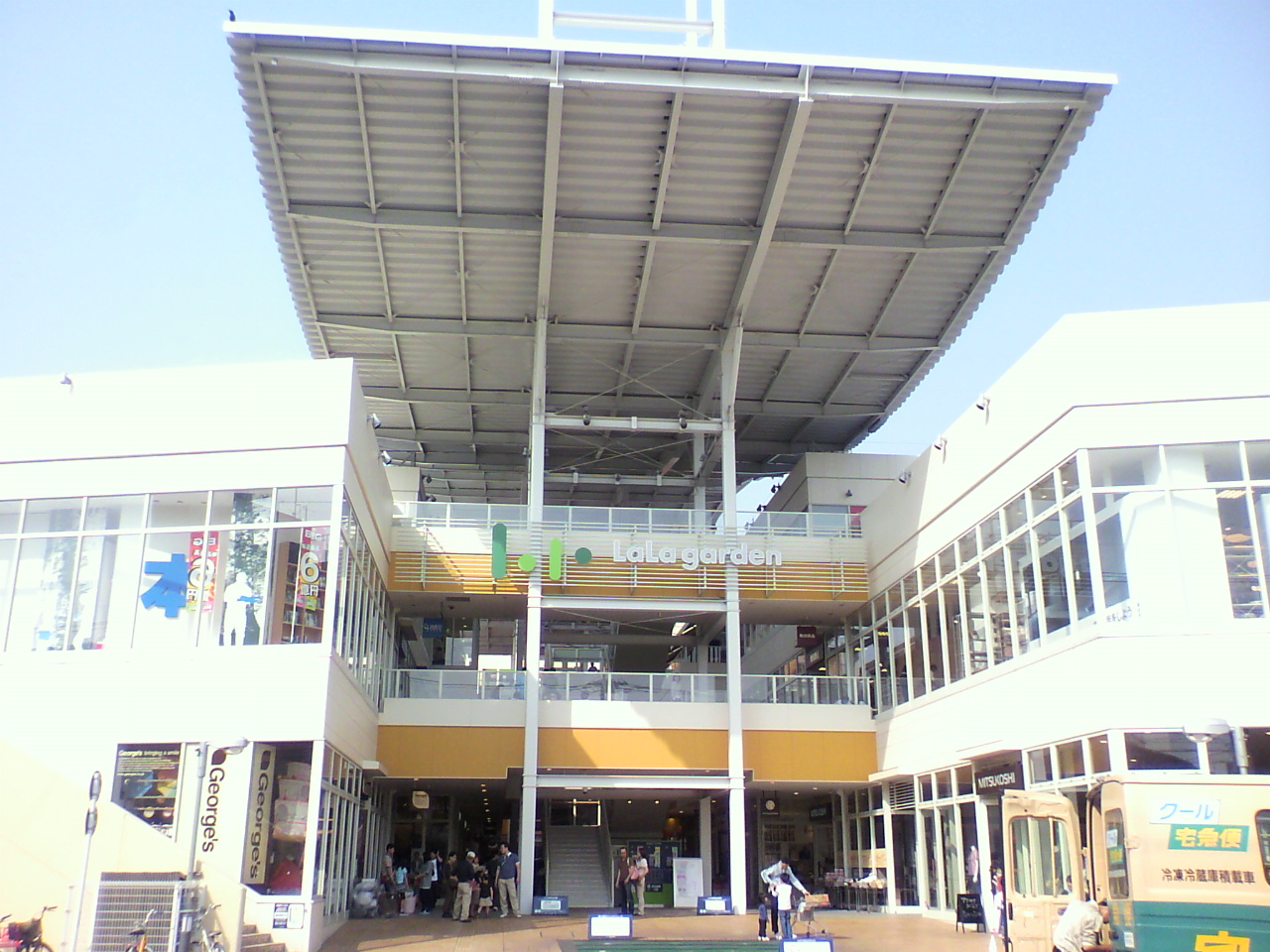
ララガーデン春日部
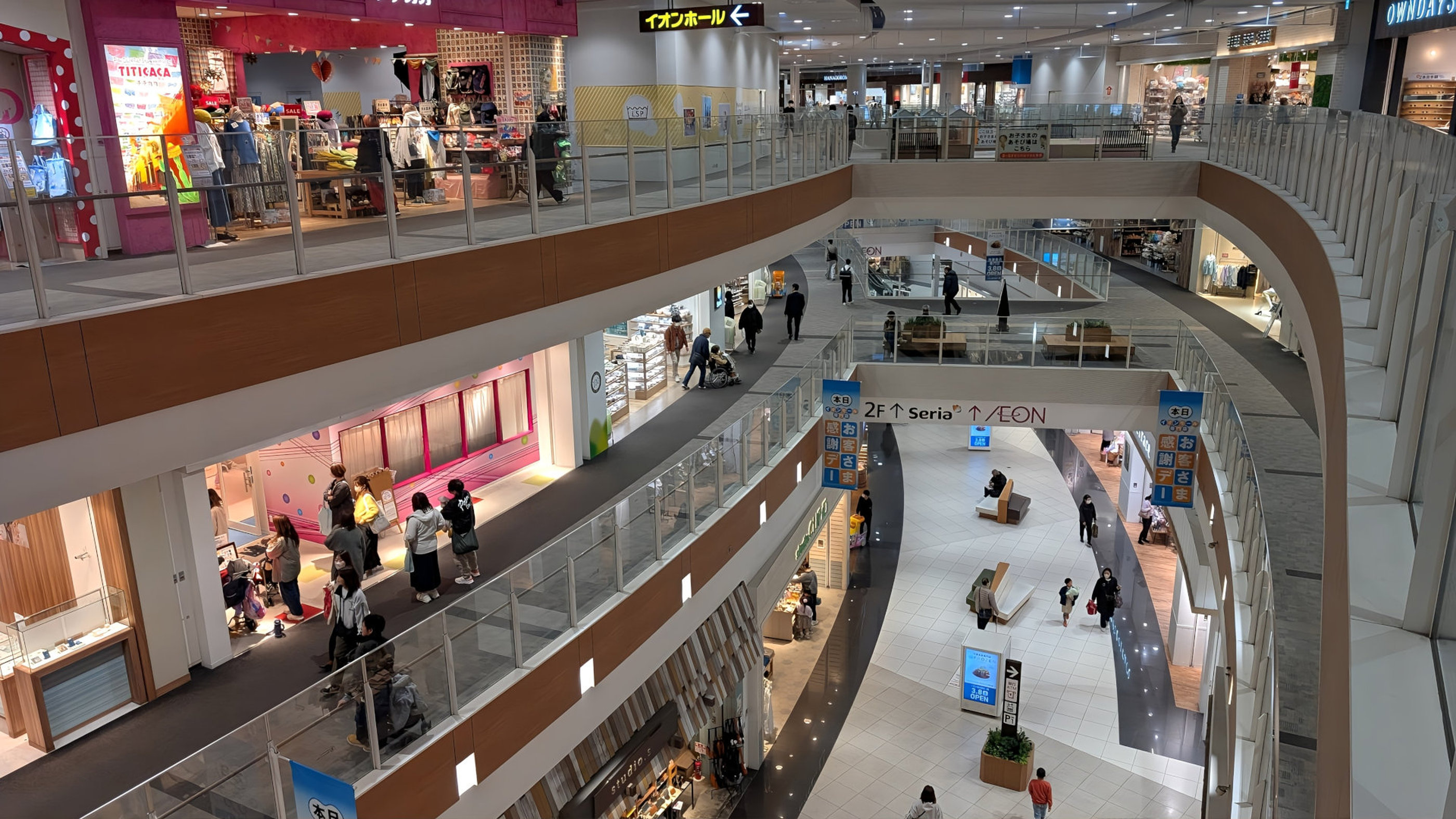
イオンモール春日部・3F北側通路
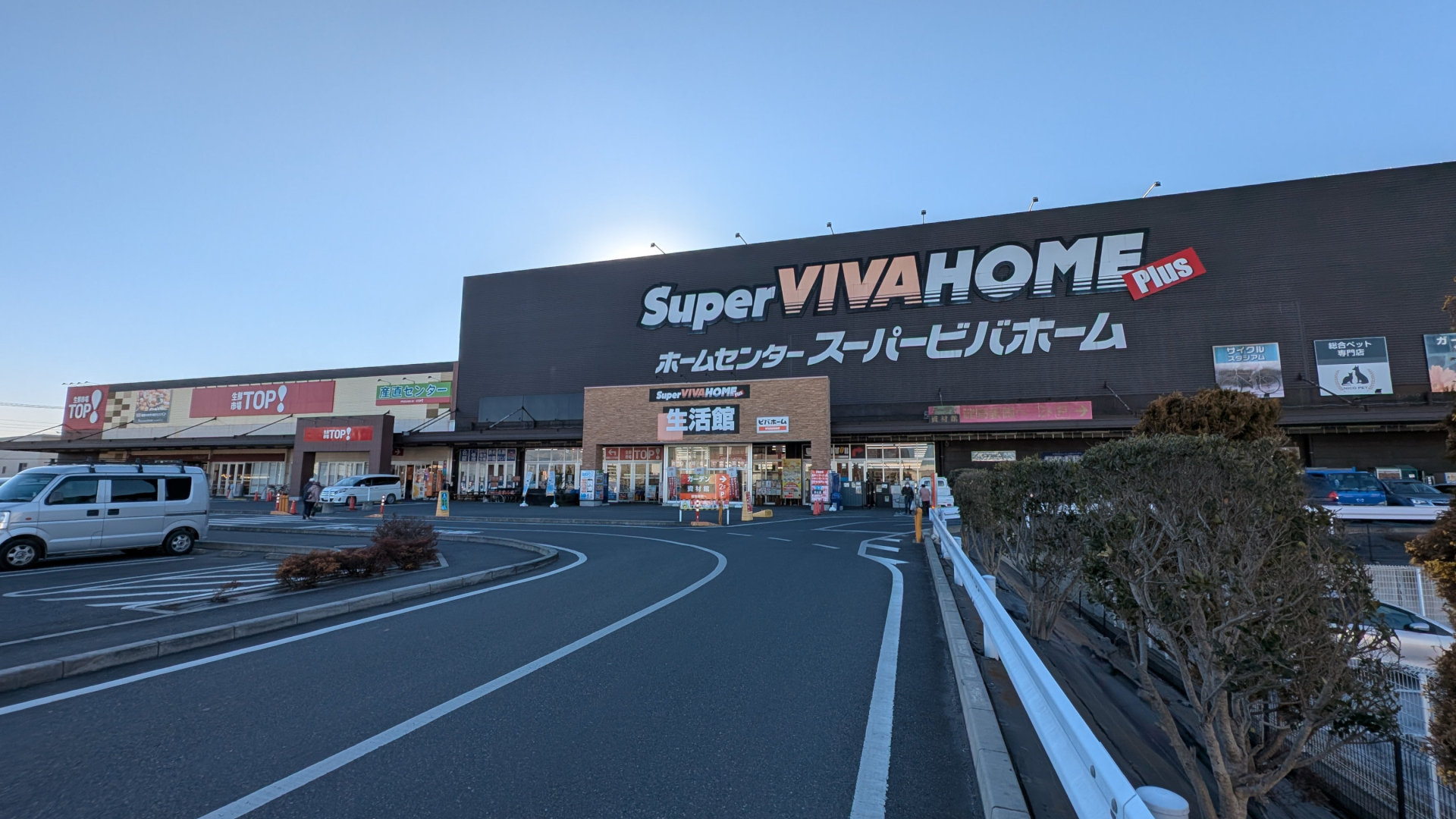
スーパービバホーム春日部店
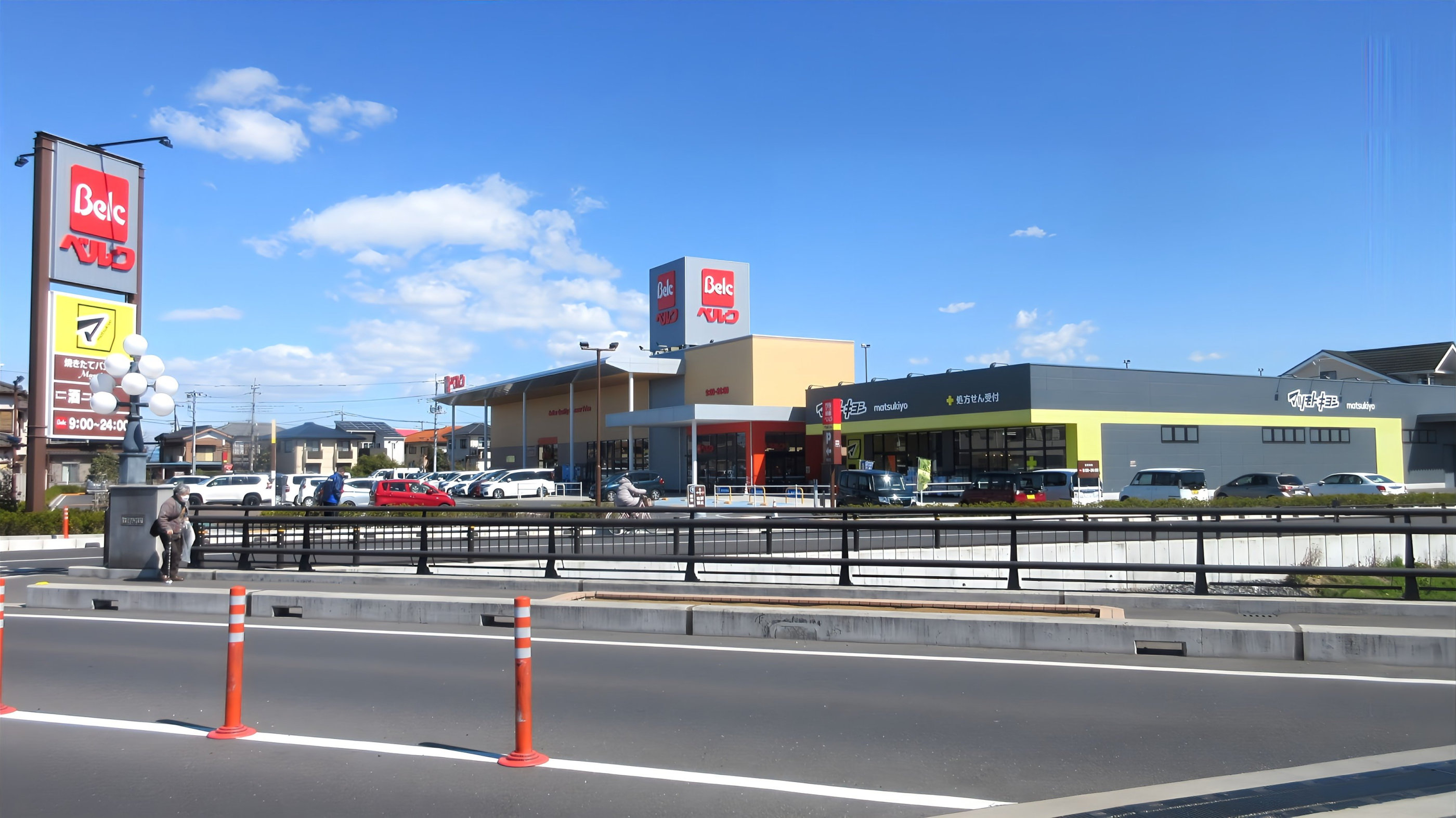
ベルク 春日部梅田店

### マスメディア
- 埼玉新聞社県東総局
- 毎日新聞社埼玉東支局
- 読売新聞社春日部支局

## 姉妹都市・提携都市

### 日本国外
- 友好都市
  -  パサデナ市（アメリカ合衆国カリフォルニア州）
1993年（平成5年）7月3日 友好都市協定締結
  -  フレーザーコースト市（オーストラリアクイーンズランド州）
2007年（平成19年）4月29日 友好都市協定締結

### 日本国内
- 提携都市
  -  津島市（愛知県）
2004年（平成16年）9月1日 災害時相互応援協定締結。
  -  江南市（愛知県）
2004年（平成16年）9月1日 災害時相互応援協定締結。

## 地域

### 住宅団地
- UR武里団地
- UR春日部小渕団地

### 医療機関

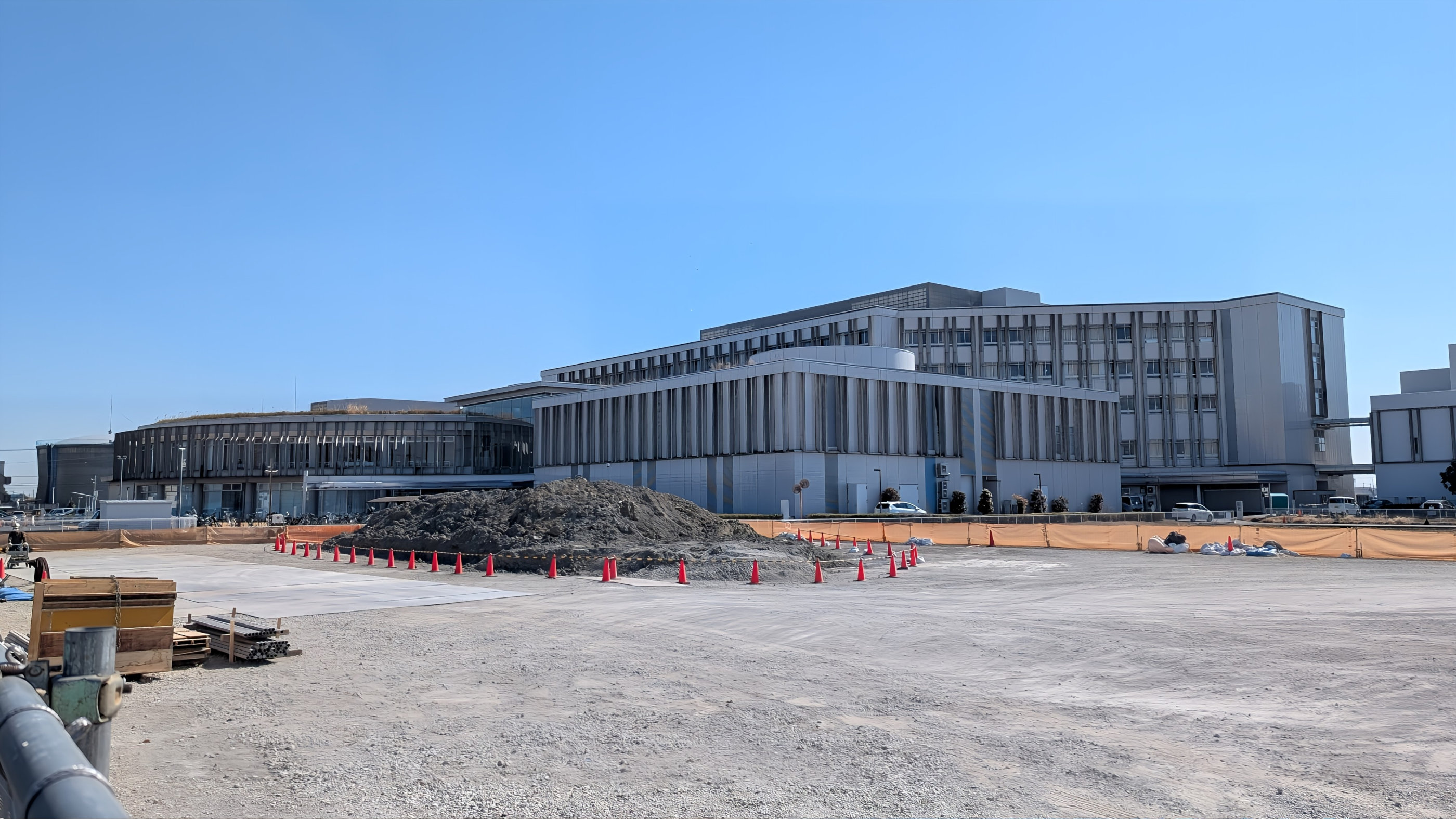
秀和総合病院

- 春日部市立医療センター
- 秀和総合病院
- 梅原病院
- 春日部中央総合病院
- 春日部厚生病院
- 春日部南部厚生病院
- 庄和中央病院

### 教育
当市では、「春日部市奨学資金貸付制度」という奨学金制度と「入学準備金貸付制度」がある。なお、両制度ともに返還義務が伴う。

#### 小学校
| - 春日部市立粕壁小学校 - 春日部市立内牧小学校 - 春日部市立豊春小学校 - 春日部市立武里小学校 - 春日部市立幸松小学校 - 春日部市立豊野小学校 - 春日部市立備後小学校 - 春日部市立八木崎小学校 - 春日部市立武里南小学校 - 春日部市立武里西小学校 - 春日部市立緑小学校 - 春日部市立牛島小学校 | - 春日部市立上沖小学校 - 春日部市立立野小学校 - 春日部市立正善小学校 - 春日部市立宮川小学校 - 春日部市立小渕小学校 - 春日部市立藤塚小学校 - 春日部市立桜川小学校 - 春日部市立南桜井小学校 - 春日部市立川辺小学校 - 春日部市立中野小学校 |

廃校（新設）になった小学校
- 春日部市立大畑小学校 - 2003年（平成15年）4月1日、大畑小学校の所在地に武里南小学校を新設。
- 春日部市立大場小学校 - 2003年（平成15年）4月1日、大場小学校の所在地に武里西小学校を新設。
- 春日部市立沼端小学校 - 2003年（平成15年）3月31日廃校。
- 春日部市立谷中小学校 - 2003年（平成15年）3月31日廃校。
- 春日部市立富多小学校 - 2019年（平成31年）3月31日閉校。春日部市立江戸川小中学校に統廃合。
- 春日部市立宝珠花小学校 - 2019年（平成31年）3月31日閉校。春日部市立江戸川小中学校に統廃合。

#### 中学校
市立
- 春日部市立春日部中学校
- 春日部市立大沼中学校
- 春日部市立東中学校
- 春日部市立豊野中学校
- 春日部市立豊春中学校
- 春日部市立武里中学校
- 春日部市立緑中学校
- 春日部市立大増中学校
- 春日部市立春日部南中学校
- 春日部市立葛飾中学校
- 春日部市立飯沼中学校

廃校（新設）になった中学校
- 春日部市立谷原中学校 - 2019年（平成31年）3月31日、春日部市立春日部南中学校に統廃合。
- 春日部市立中野中学校 - 2019年（平成31年）3月31日、春日部市立春日部南中学校に統廃合。

私立
- 春日部共栄中学校 ※中高併設

#### 義務教育学校
市立
- 春日部市立江戸川小中学校

#### 高等学校

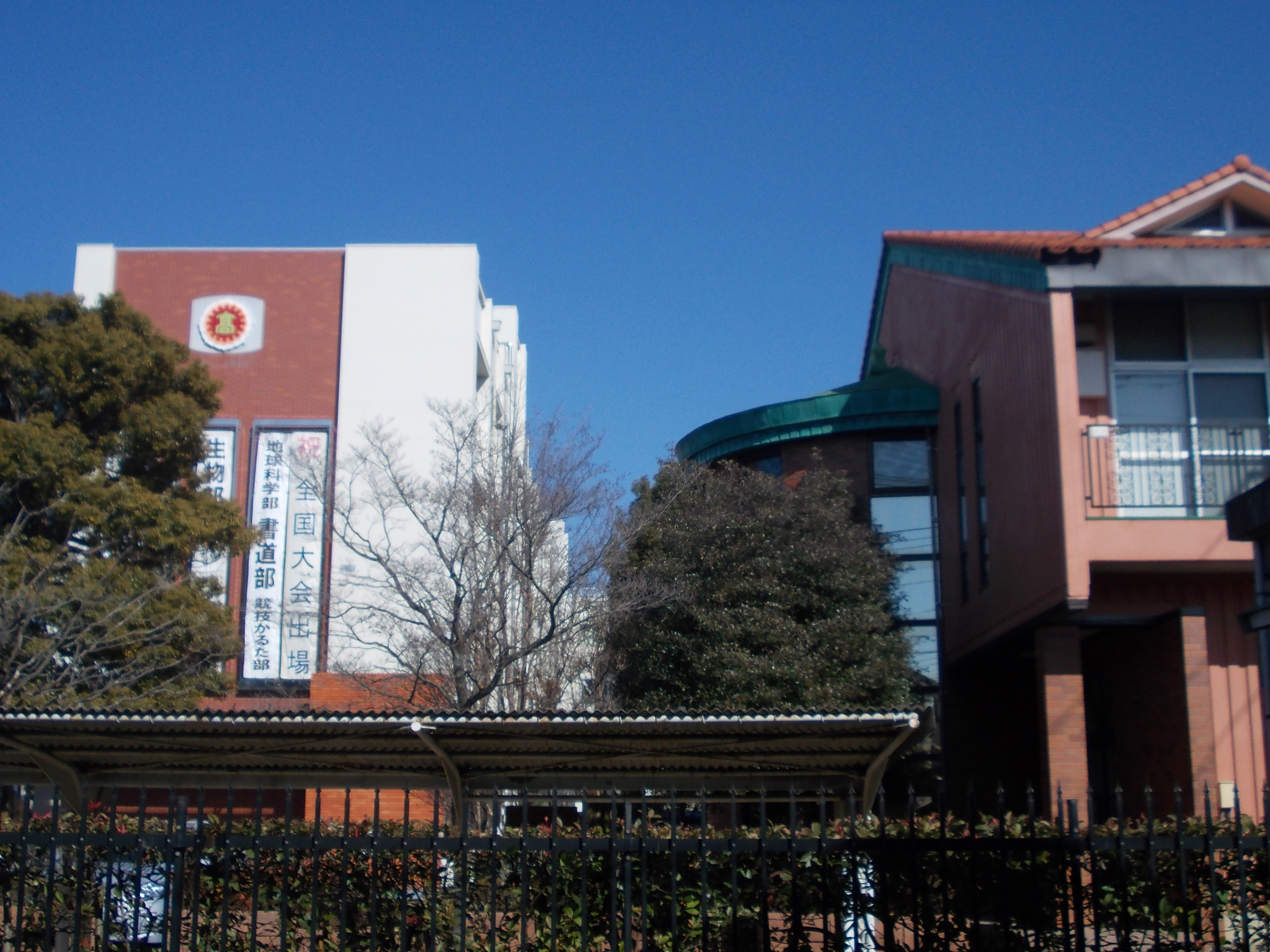
春日部女子高

県立
- 埼玉県立春日部高等学校
- 埼玉県立春日部東高等学校
- 埼玉県立春日部工業高等学校
- 埼玉県立春日部女子高等学校
- 埼玉県立庄和高等学校

私立
- 春日部共栄高等学校 ※中高併設

#### 通信制高校
- 学校法人松山学園 松栄学園高等学校

#### 専門学校
- 春日部市立看護専門学校

#### 大学

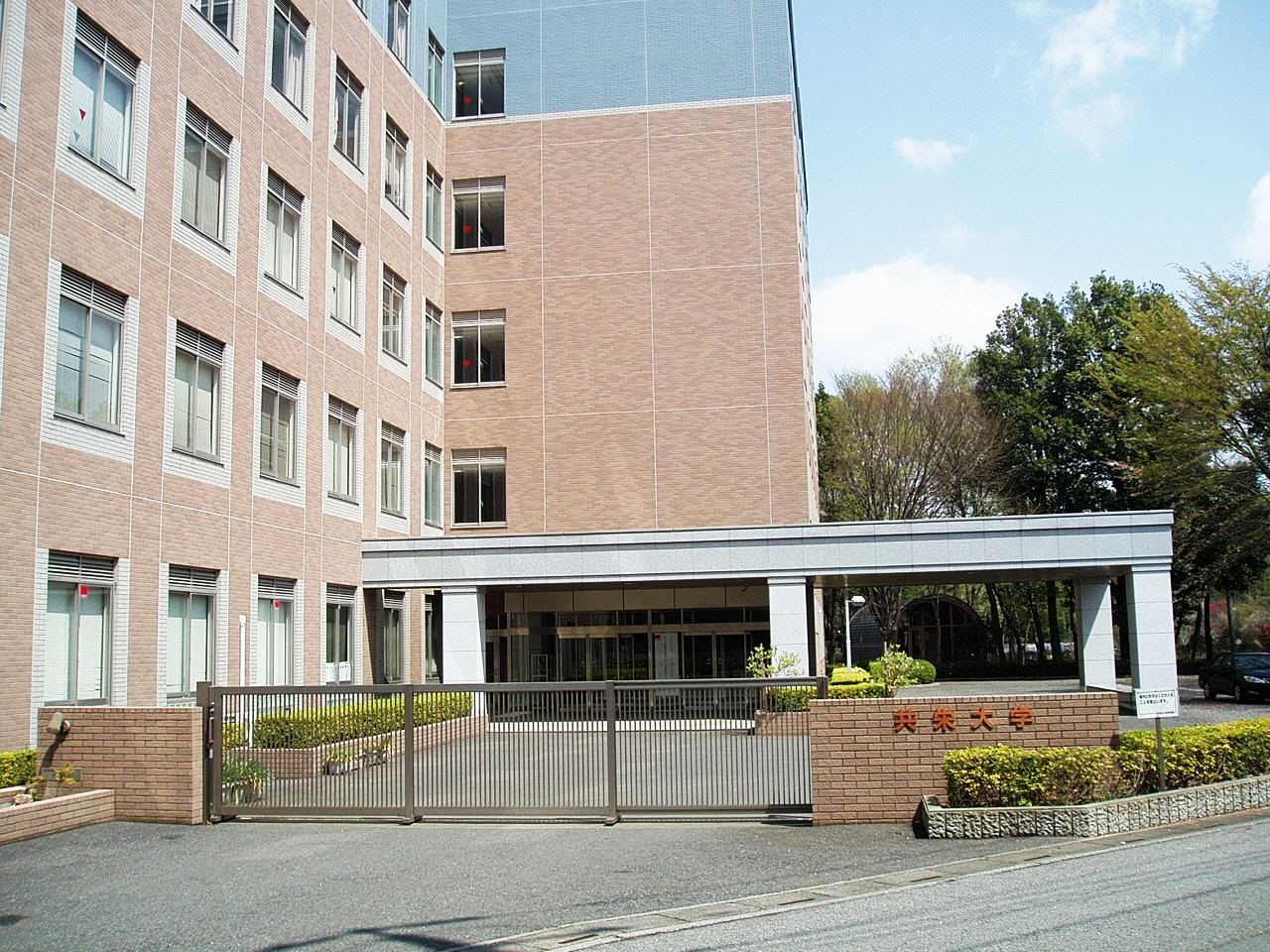
共栄大学

- 共栄大学

#### 特別支援学校
- 埼玉県立春日部特別支援学校

#### 学校教育以外の施設
- 松実高等学園（ISM株式会社の教育関連事業。志学会高等学校との技能連携制度による指定技能教育施設）
- 埼玉県立春日部高等技術専門校
- 春日部自動車教習所

### 警察
- 埼玉県春日部警察署

### 消防
- 春日部市消防本部
  - 春日部消防署
  - 庄和消防署
- 春日部市消防団

### 郵便
春日部市（旧春日部市区域）は春日部郵便局が集配局であり、ゆうパック他は新岩槻郵便局から配達される。一般郵便は集荷も新岩槻郵便局からとなる。
消印が新岩槻郵便局となる。春日部郵便局は郵便番号は344-00XXから始まる。
春日部市でも旧北葛飾郡庄和町地域は庄和郵便局が集配局となっている。郵便番号は344-01XXから庄和郵便局の集配区域。

### 電話番号
市外局番は市内全域「048」。市内局番が「7XX」で始まる地域は「6XX」「7XX」「8XX」の地域との通話は市内通話料金で利用可能（浦和MA）。「9XX」で始まる地域（千間1丁目の一部）は「9XX」の地域との通話は市内通話料金で利用可能（草加MA）。収容局は春日部八木崎局、春日部武里局、新庄和局、宝珠花局（以上浦和MA）、越谷大里局（草加MA）。

## 交通

### 鉄道

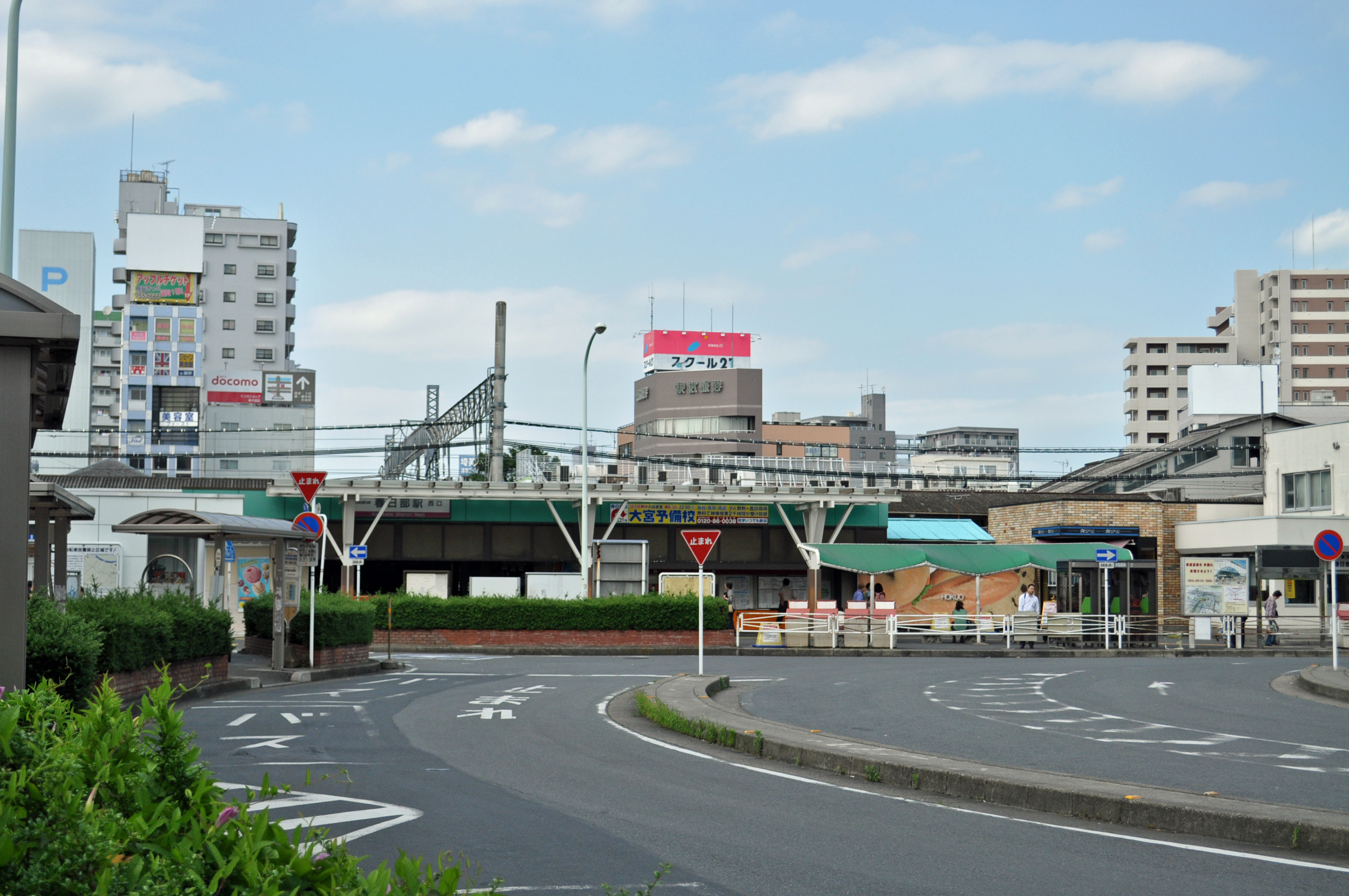
春日部駅西口
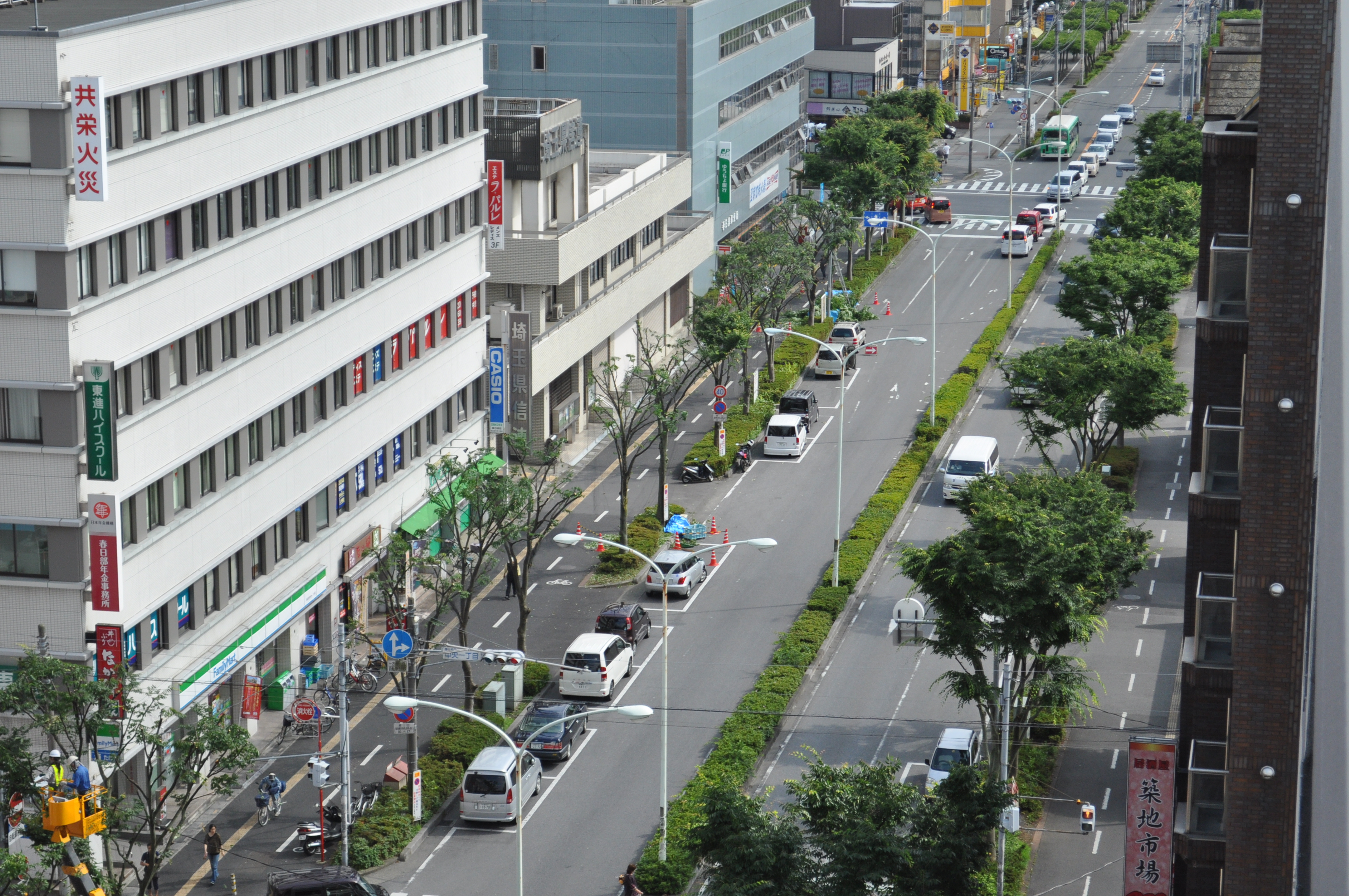
春日部駅西口駅前通り

- 東武鉄道
  -  伊勢崎線（東武スカイツリーライン）
    - 武里駅 - 一ノ割駅 - 春日部駅 - 北春日部駅

  -  野田線（東武アーバンパークライン）
    - 豊春駅 - 八木崎駅 - 春日部駅 - 藤の牛島駅 - 南桜井駅

鉄道路線は東武鉄道の主要路線である伊勢崎線（東武スカイツリーライン）と野田線（東武アーバンパークライン）が市内で交差し、8駅が設けられている。庄和町との合併前は南桜井駅を除く7駅が春日部市の駅であり、中川より西側に鉄道駅が集中している。また市内の駅ではないが、伊勢崎線せんげん台駅が市の南部に、野田線東岩槻駅が市の西部に近接している。
伊勢崎線が市域の中央を南北に縦断し、野田線が市域の中央を東西に横断する。伊勢崎線は全線が複線区間であるが、野田線は春日部駅を境に大宮方面が複線区間、柏方面が単線区間である。伊勢崎線は南栗橋車両管区春日部支所が北春日部駅の北側にあり、ラッシュ時を中心に始発列車が設定されている。野田線も春日部駅で大宮方面の始発列車が終日にわたって設定されている。
両線が結節する春日部駅は、市内で最も乗降人員が多く、特急「りょうもう」を除くすべての優等列車が停車する主要駅である。市役所の最寄り駅でもあるが、地上駅で改札口が二箇所に分かれており、自由通路が設置されていないため市街地が東西に分断されている。春日部駅の北側にある伊勢崎線第124号踏切はこれらの路線を平面交差することから、ピーク時に1時間当たり56分遮断する埼玉県内ワーストの開かずの踏切となっている。この問題を解決するために春日部駅周辺の高架化事業が計画されており、2019年3月に都市計画決定された。事業後は同踏切を含む10箇所の踏切が除却される。

### バス
- 路線バス
  - 朝日自動車
  - 茨城急行自動車 - せんげん台駅東口から立正大学入口または松伏町役場に至る2路線で、市内のバス停は赤沼の2箇所のみである。
- コミュニティバス
  - 春バス（受託：朝日自動車）
- 深夜急行バス
  - 東武バスセントラル
    - ミッドナイトアロー春日部 - 運休中。市内は降車のみ。

バス路線の大半は春日部駅東口または西口に発着し、そのほとんどは東武バスから移管された朝日自動車の路線である。市内南部の人口密集地域である武里団地もバス路線があるが、こちらはせんげん台駅西口と武里駅西口から発着する。
深夜急行バスは東京駅、上野駅、大宮駅、春日部駅から発車する東武バスの「ミッドナイトアロー」が4便運行されていたが、新型コロナウイルスの影響による運休を経て3便が廃止され、残る「ミッドナイトアロー春日部」も運休したままとなっている。
コミュニティバス「春バス」は2008年2月1日に運行を開始し、鉄道と路線バスではカバーできない公共交通空白地域への交通サービスを確保している。2024年1月の再編後は3ルートが設定されており、全ルートが月曜日から土曜日まで運行されている。

### タクシー
タクシーの営業区域は県南東部交通圏で、草加市・越谷市・久喜市・八潮市などと同じエリアとなっている。

### 道路
- 高速道路
  - 東埼玉道路（計画中）
    - 東埼玉道路連絡線IC（仮称） - 国道4号IC（仮称） - 庄和IC
- 一般国道
  - 国道4号（日光街道・奥州街道）
  - 新4号国道（越谷春日部バイパス、春日部古河バイパス）
  - 国道16号（岩槻春日部バイパス、春日部野田バイパス）
- 県道
  - 主要地方道
    - 埼玉県道2号さいたま春日部線（旧16号線）
    - 埼玉県道10号春日部松伏線
    - 埼玉県道42号松伏春日部関宿線
    - 埼玉県道78号春日部菖蒲線
    - 埼玉県道85号春日部久喜線
    - 埼玉県道80号野田岩槻線

  - 一般県道
    - 埼玉県道156号三郷幸手自転車道線
    - 埼玉県道183号次木杉戸線
    - 埼玉県道319号惣新田春日部線
    - 埼玉県道320号西宝珠花春日部線
    - 埼玉県道321号西金野井春日部線
    - 埼玉県道375号西宝珠花屏風線
    - 埼玉県道400号春日部停車場線
- その他主要道路
  - 埼葛広域農道
- 道の駅
  - 道の駅庄和

## 観光

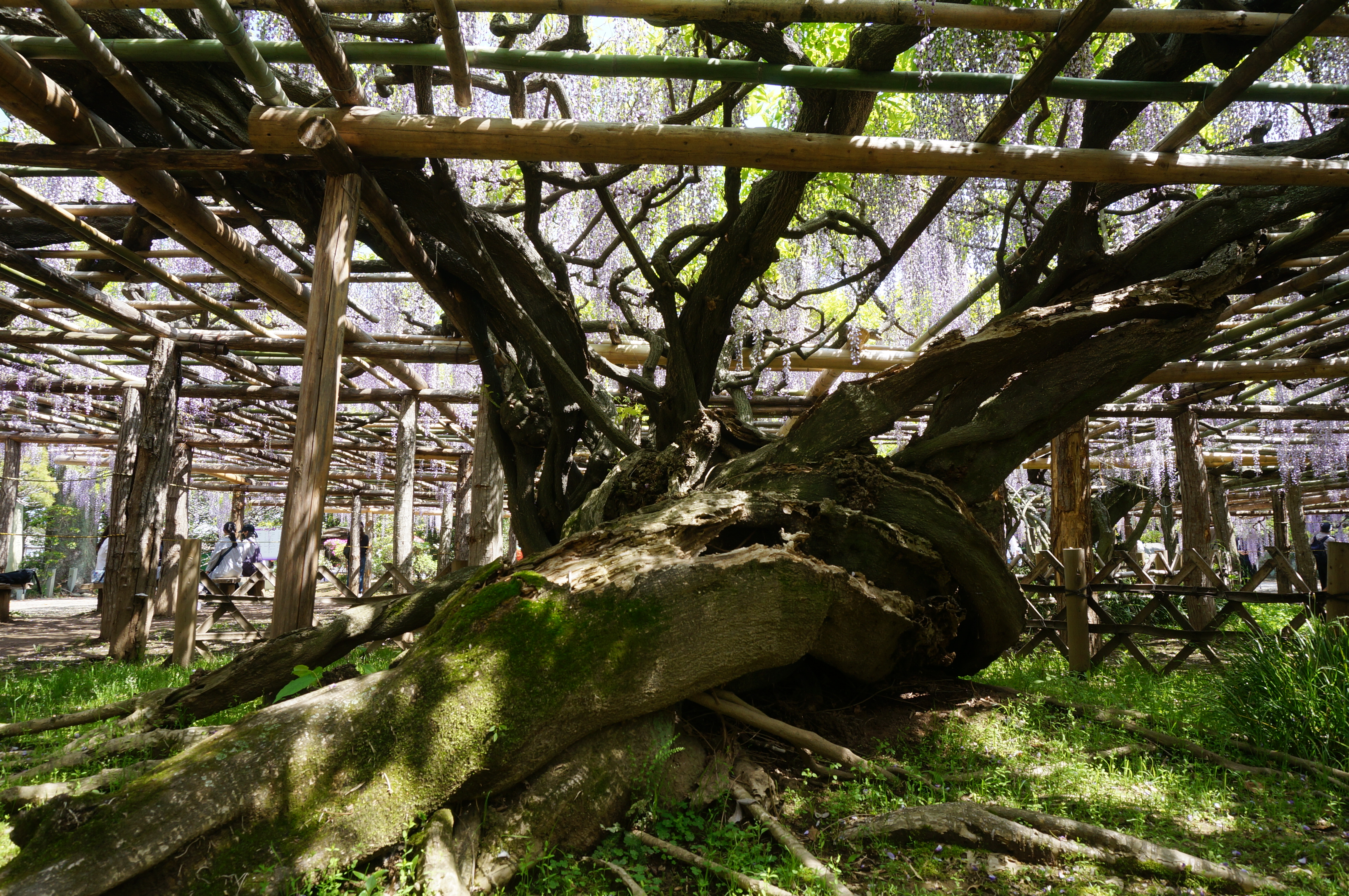
牛島の藤の幹
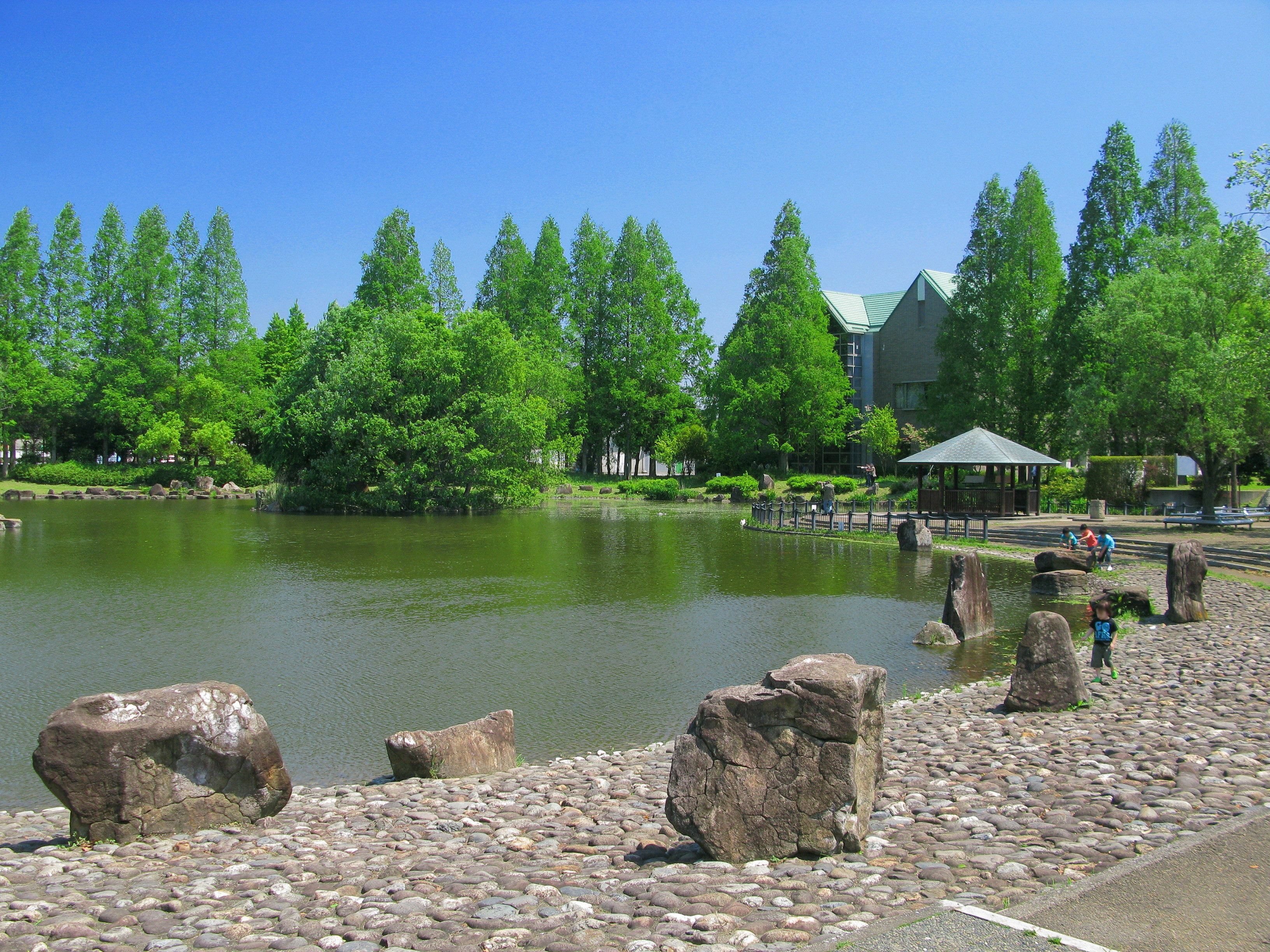
庄和総合公園
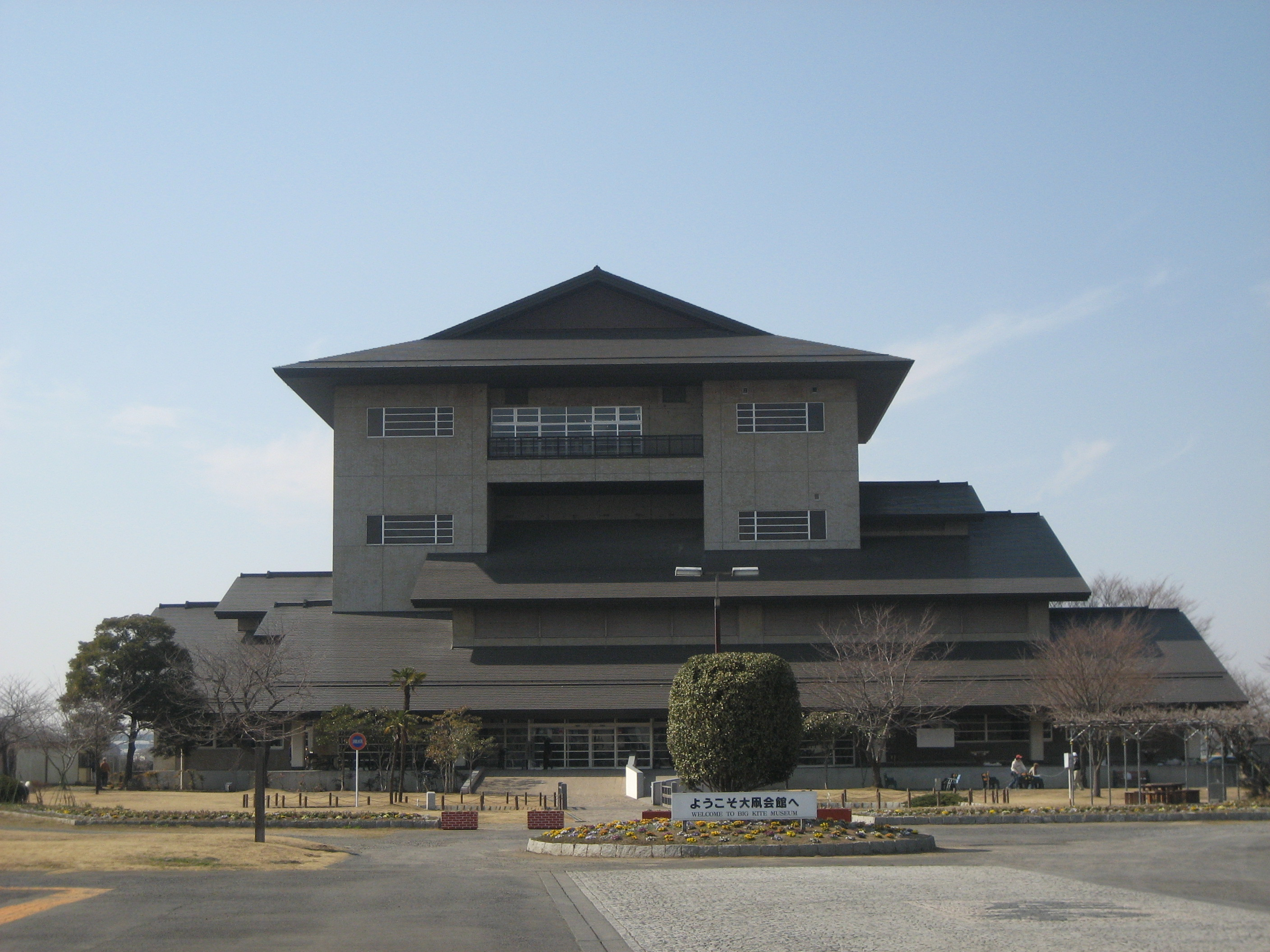
大凧会館（春日部市西宝珠花）（現在閉館し、建物は解体されている。）

### 名勝・旧跡・寺社
- 牛島のフジ - 国の特別天然記念物。
- 大凧会館
- 春日部八幡神社
- 源徳寺
- 東陽寺
- 小渕観音
- 八幡公園（浜川戸遺跡・春日部氏住居跡・八木崎遺跡）
- 神明貝塚
- 花積貝塚 - 花積下層式貝塚という区分で標式遺跡と区分されている。埼玉県では秩父市の橋立岩陰遺跡、蓮田市の黒浜貝塚・関山貝塚と共に区分されている。
- 内牧塚内古墳群
- 内牧公園（縄文期住居跡）
- 水角神社の富士塚 - 水角神社境内にある市指定有形民俗文化財の富士塚[10][11]。
- 庄和総合公園
- 春日部夢の森公園
- 春日部重行公墳墓（最勝院）

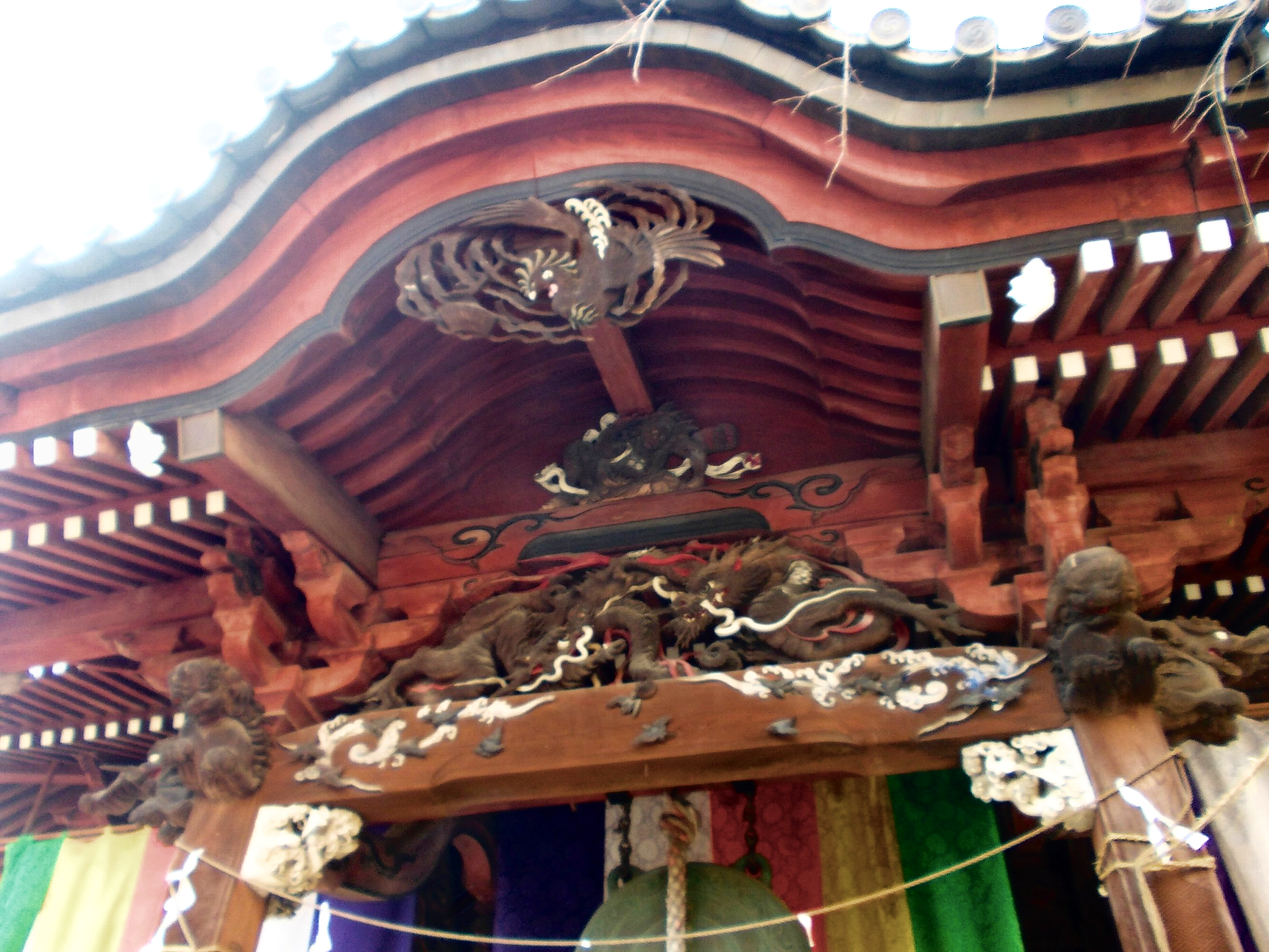
小渕観音
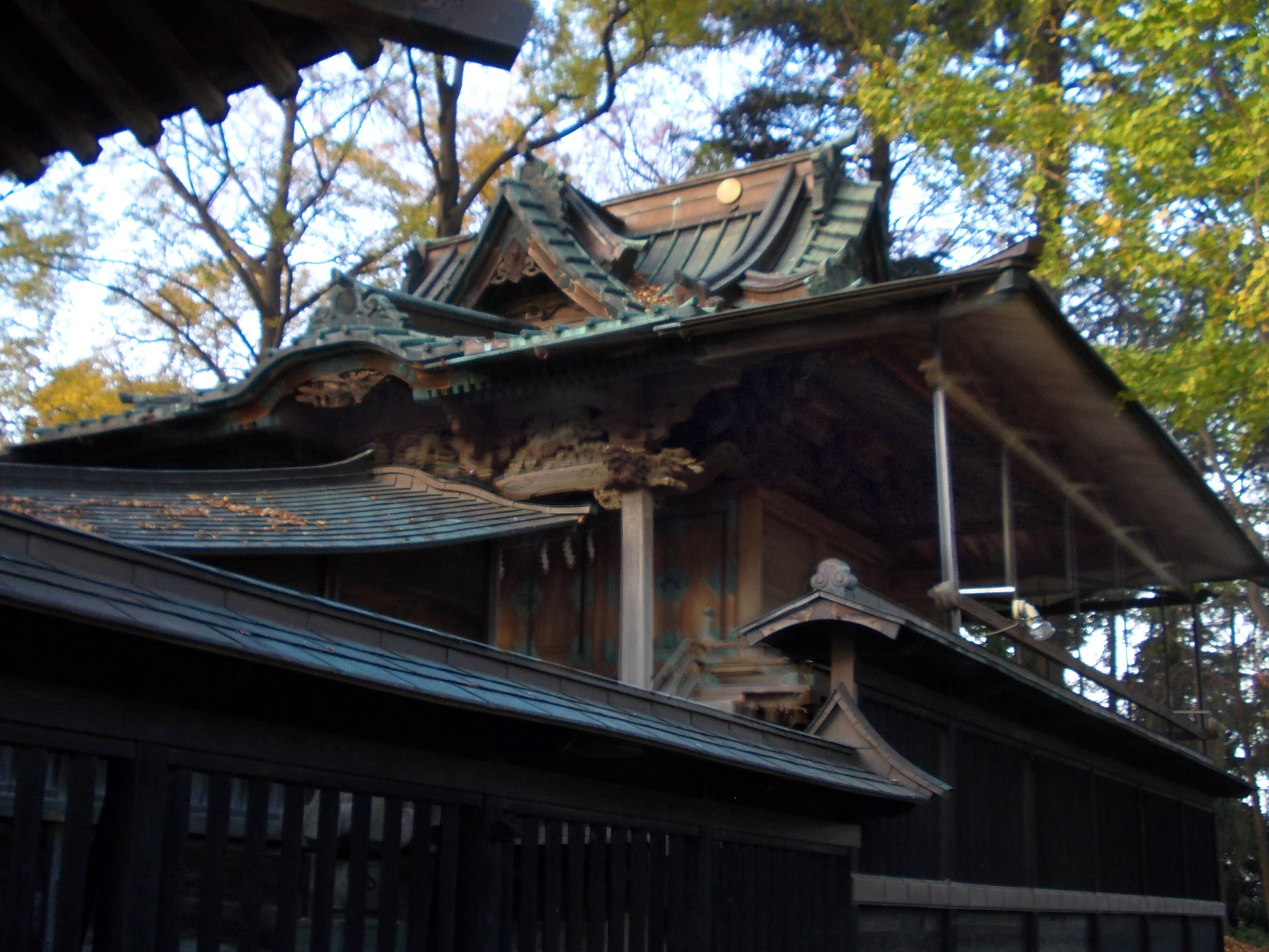
八幡神社
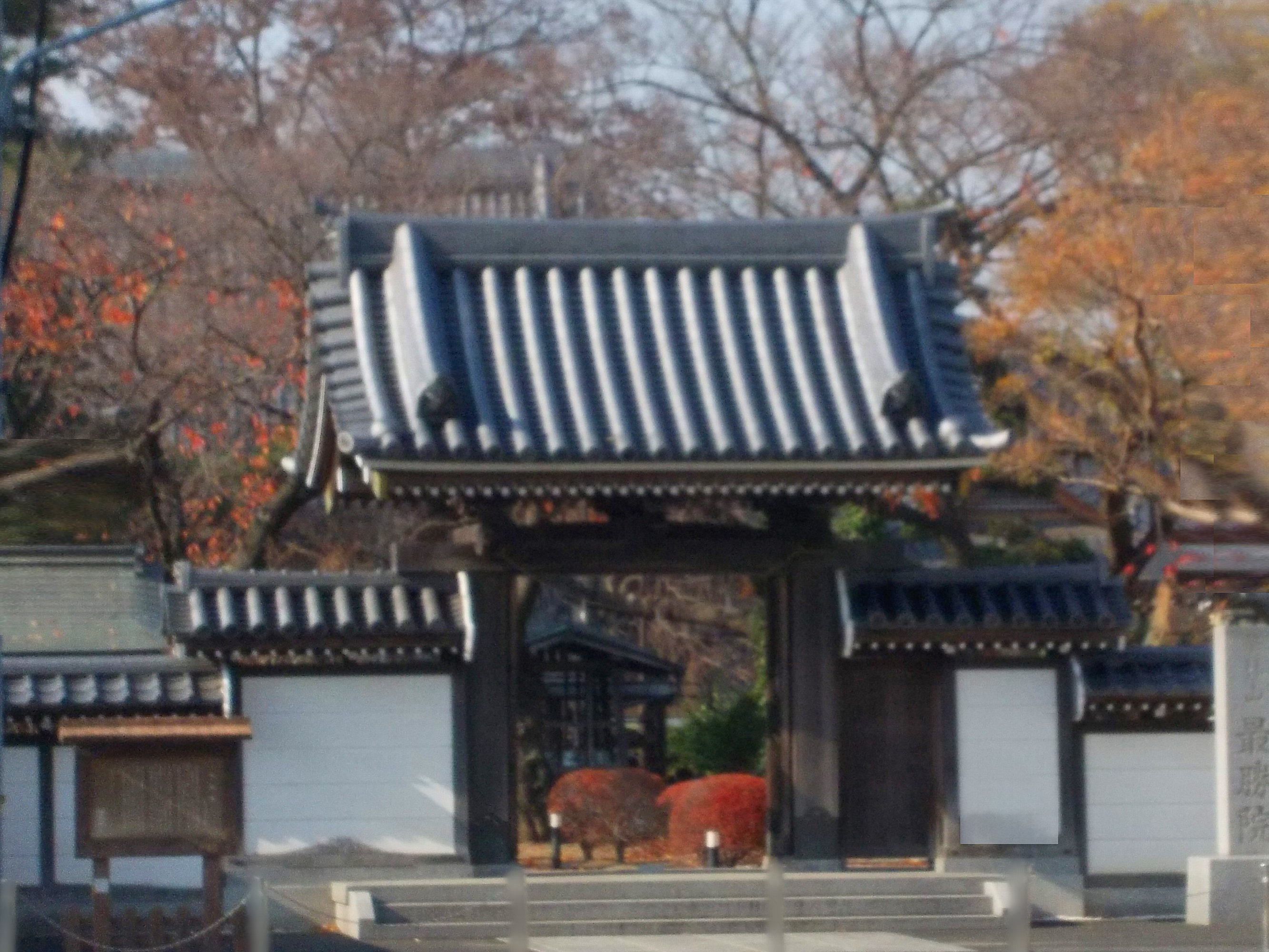
最勝院
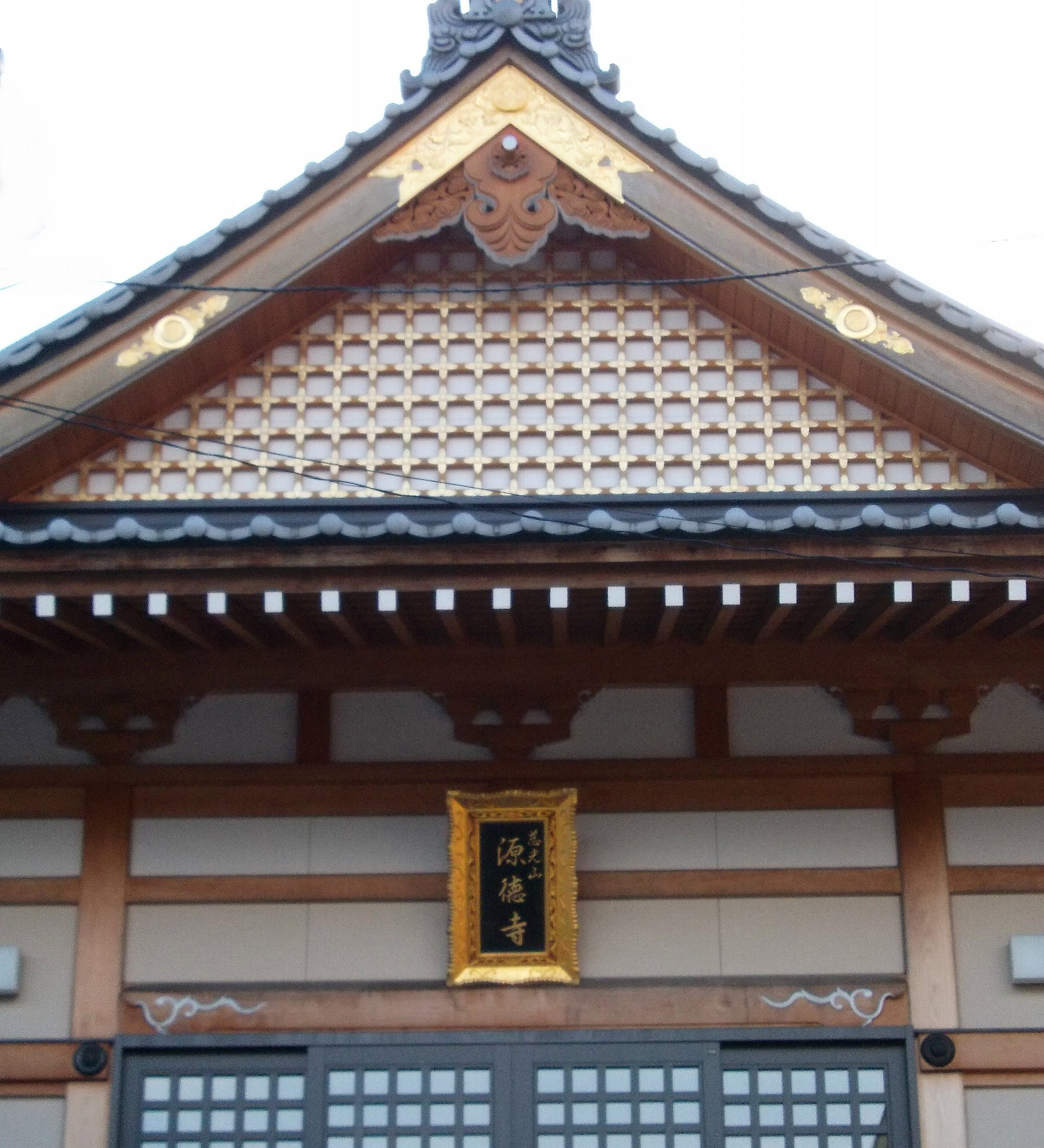
源徳寺
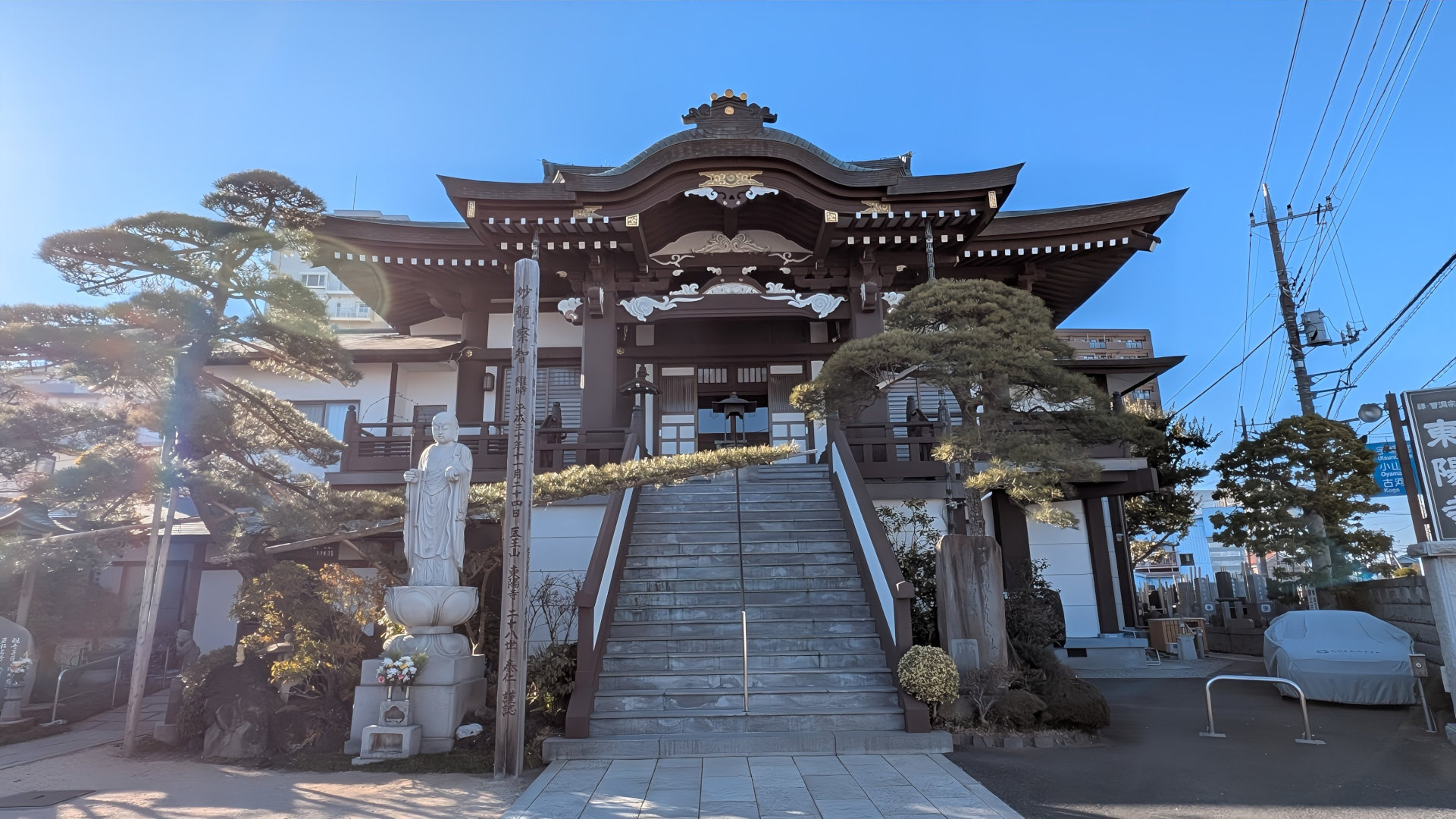
東陽寺

### 祭事
- 大凧あげ祭り
毎年5月3日、5月5日。西宝珠花・江戸川土手にて開催。旧庄和町からの伝統行事。
- 春日部藤祭り
毎年4月第4日曜日に春日部駅西口藤通りにて開催。
- 春日部夏祭り
旧名称は「春日部市民夏祭り」。7月の第2週もしくは第3週に開催。古くは7月15日に近い土日を開催日としていたが、近年は選挙や近隣の祭事の都合を勘案して日付を決定。春日部駅東口の旧日光街道を、街中の町内によって20基余の神輿が練り歩く。太鼓や踊り・山車のパレード等も行われる。

### 特産品

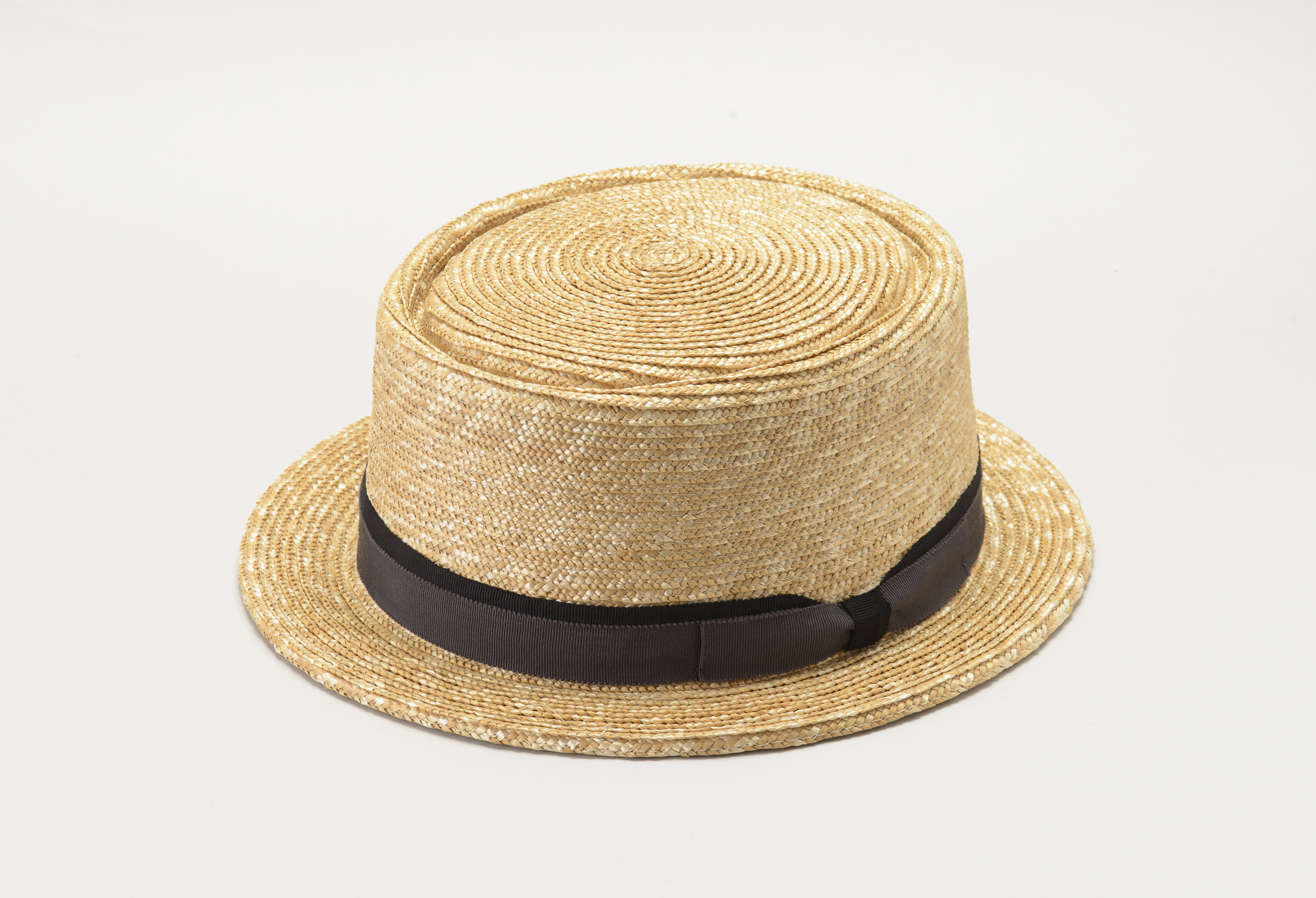
麦わら帽子

- 桐箪笥 - 桐箪笥が春日部で作られるようになった起源については、従来明文化された資料はないものの、伝承として「東照宮造営に携わった職人が春日部に移住したため」とされてきた。しかし、1924年に発行された『大日本山林会報』に掲載された「埼玉の桐箱」（緑川禄・著）によると「幸松村（現在の春日部市）の村人が、武家で使われる桐のたんす類を作っていた川越で技術を身につけ、村に帰って作り始めたのが、『粕壁地方における桐箱製造の元祖である』としている」[12]。
- 麦わら帽子  - 国内2大生産地となっている。
- 羽子板
- 梨（豊水）

### 温泉
- かすかべ湯元温泉
- 湯楽の里春日部温泉

## 春日部を舞台（モデル・春日部の表記）とした作品
- 漫画、テレビアニメ

春日部情報発信館に設置されているクレヨンしんちゃんのパネル。

  - クレヨンしんちゃん（臼井儀人） - 作者自身の出身地を舞台に設定した。劇中表記は「春我部（かすがべ）」と「春日部」の二種類ある。春日部駅の発車メロディは「オラはにんきもの」となっている。単に舞台として設定されているというだけでなく、主人公たち園児グループが「かすかべ防衛隊」を組織したり（劇場版では地球を救うような活躍をすることもしばしばである）、徹底的に連呼されうたわれるという点が特徴であり、アニメが30年以上のロングランとなっていることも併せ春日部の名を日本全国とアジアを中心とした海外へ喧伝し続けている[13][14]。野原家が住む「双葉町」は、実際の春日部市には存在しない架空の地区である（平成16年に旧春日部市の市制施行50周年を記念して双葉町を住所とする特別住民登録は行われている）[13][15]。
  - らき☆すた（美水かがみ） - アニメ版にのみ登場。表記は「糟日部」。登場人物の通う高校である、陵桜学園のモデルとなった学校は、春日部共栄中学高等学校である。
  - 旦那が何を言っているかわからない件（クール教信者） - アニメ二期（2スレ目）第5話・第11話に春日部駅が登場するなど、春日部在住であることが描写されている。
- 音楽
  - 春日部慕情（平山みき）
  - 春日部サンバ（チェリッシュ）
- テレビドラマ
  - 山盛り食堂(日本テレビ、1975年10月～1976年3月)春日部市の国道4号線沿いのドライブイン食堂を舞台にしたホームドラマ。
  - セシルのもくろみ（フジテレビ、2017年）[16]。北春日部や武里が舞台となっている。

## 春日部ゆかりの著名人
- かすかべ親善大使（春日部市にゆかりがあり各界で活躍している著名人）
  - 初代（2010年10月1日 - 2013年9月30日）：内山高志、増村紀一郎、ビビる大木、茂木健一郎
  - 第二期（2013年10月1日 - ）：初代に加え、あえか、井田寛子、太田裕美、平井信行
- 川内優輝（陸上競技選手、埼玉県立春日部高等学校定時制の埼玉県職員）
- 北村薫（推理作家） - 春日部高等学校の卒業生で、母校の国語教師をしていたことがある。教え子に片桐仁や西川浩幸がいる。
- 鈴木信太郎（フランス文学者） - 大地主鈴木家。東京大学仏文学科教授、中央大学文学部教授。レジオンドヌール三等勲章。
- 蔦谷喜一（画家）
- 土屋義彦（元埼玉県知事、元参議院議長）
- 土屋品子（衆議院議員）
- はなわ（コメディアン） - 当市に生まれ、千葉県我孫子市を経て佐賀県佐賀市で育つ。
- 平井信行 （気象予報士） - 春日部市在住。
- 星善博（詩人） - 栃木県今市市（現・日光市）出身。1980年からは春日部共栄中学高等学校の教員も務めている。
- 美水かがみ（漫画家） - 春日部共栄高等学校卒業。
- 森岡洋一郎（衆議院議員） - 春日部市在住。衆議院埼玉13区選挙区選出。

### 春日部育ちの著名人
ここでは、生まれ育ち両方が春日部の人物と、育ちが春日部の人物を紹介する。

#### 政財界
- 阿部司（衆議院議員）
- 武山百合子（前衆議院議員）
- 佐原康之（厚生労働省健康局長）
- 大塚勝久（大塚家具創業者、匠大塚会長）
- 大塚久美子（大塚家具社長）
- 佐野喜智平（スーパー・プラス創業者）
- 島村忠太郎（島村箪笥店（島忠）創業者）
- 鈴木久五郎（衆議院議員、相場師）
- 鈴木孝之 ウエルシアホールディングス株式会社創業者
- 鈴木直道（第19代北海道知事、第18・19代夕張市長）
- 田村新蔵（東屋、水油、洋紙、砂糖、小麦粉販売業、農業、大地主、埼玉県多額納税者、資産家、粕壁銀行頭取）
- 田村新蔵（東武商事代表取締役、粕壁町会議員、埼玉県多額納税者、洋紙、砂糖、小麦粉販売業、農業）
- 峯島茂兵衛（旧姓・瀬尾、尾張屋、質商、資産家、尾張屋銀行頭取、東京の大地主）
- 永田豊次郎（埼玉県多額納税者、農業）
- 永田勘六（資産家、埼玉県多額納税者、農業）
- 練木市左衛門（練木合資会社社長、粕壁銀行取締役兼支配人、米穀商、伊勢屋）

#### 文化人
- 上坂浩光（CGアーティスト、天体写真家、映画監督）
- 大山結子（現代美術家）
- 岡野あつこ（夫婦問題研究家、公認心理師、結婚・離婚カウンセラー、著作家）
- 臼井儀人（漫画家） - 生まれは静岡県静岡市。
- 大亜門（漫画家）
- 平野功二（写真家、映画監督、彫刻家）
- 藤森健太郎（歴史学者）
- 川畑麻衣子（クラリネット奏者）
- 佐藤久成（ヴァイオリニスト）
- 三上於菟吉（作家）
- 茂木健一郎（脳科学者、東京工業大学大学院連携教授ほか） - 生まれは東京都中野区。

#### 芸能
- あえか（シンガーソングライター）
- 井田寛子（気象予報士）
- 伊藤さおり（コメディアン、北陽） - 生まれはさいたま市岩槻区。
- 伊藤正（ジャーナリスト）
- 遠藤みずき（女優、タレント）
- 太田裕美（歌手） - 生まれは東京都荒川区。
- 小野正利（歌手） - 生まれは東京都足立区。
- 桂小南（落語家）
- 神田蘭（女性講談師）
- 黒田瑞貴（ファッションモデル）
- 草彅剛[17]（タレント、元SMAP） - 生まれは愛媛県[18]。
- 小嶋優 (テレビ山梨アナウンサー）
- 斎藤政直（NHKアナウンサー）
- 佐々木一朗(信越放送アナウンサー)
- 三遊亭吉窓（落語家）
- 三遊亭五九楽（落語家）
- 高橋朋弘（秋田テレビアナウンサー）
- 高橋文哉（俳優、モデル）
- 立花胡桃（作家、タレント、元キャバクラ嬢）
- 丹沢研二 (NHKアナウンサー)
- 永井佑一郎（ピン芸人）
- 永田俊樹（ミュージカル俳優）
- 名越美香（元アイドル、おニャン子クラブ）
- 二階堂絵美（元福島放送アナウンサー）
- 2代目林家正楽（紙切り芸人）、桂小南（落語家）、林家二楽（紙切り芸人）一家
- ビビる大木（お笑いタレント）
- 姫ちゃん（女性ピン芸人）
- 藤村伊勢（元中国放送アナウンサー）
- 瓶子和美（フリーアナウンサー）
- 三浦隆志（よみうりテレビアナウンサー）
- 宮西希（箏奏者）
- 森田剛（歌手、俳優、元V6）
- 山崎弘也（お笑いタレント）
- 山口乃々華(ダンサー、女優、E-girls)

#### スポーツ
- 会田照夫（元プロ野球選手、ヤクルトスワローズ。会田有志の父）
- 会田有志（元プロ野球選手、読売ジャイアンツ。会田照夫の三男）
- 飯泉健二（元プロボクサー）
- 石井貴子 (1988年生の競輪選手)（女子競輪選手）
- 石井寛子（女子競輪選手）
- 内山高志 （プロボクサー、元WBA世界スーパーフェザー級チャンピオン） - 長崎県生まれ。
- 海老根恵太（競輪選手。元陸上競技選手）
- 川田由美子（女子プロレスラー）
- 川鍋良祐（元プロサッカー選手）
- 小沼克行（元力士）
- 小林香萌（女子プロレスラー）
- 斉藤彰吾（プロ野球選手、埼玉西武ライオンズ外野手）
- 相良南海夫（ラグビー指導者、元三菱重工相模原ダイナボアーズ監督、現早稲田大学ラグビー蹴球部監督）
- 佐藤寿人（プロサッカー選手、ジェフユナイテッド市原・千葉所属。佐藤勇人とは双子の兄弟）
- 佐藤勇人（サッカー指導者、元プロサッカー選手、ジェフユナイテッド千葉所属。佐藤寿人とは双子の兄弟）
- 杉山新（元プロサッカー選手）
- 渡嘉敷来夢（女子バスケットボール選手） - 東京都北区生まれ。
- 豊田賢治（ハンドボールコーチ、元選手）
- 内藤メアリ（女子プロレスラー）
- 中村勝（プロ野球選手、オリックス・バファローズ所属。投手）
- 松村道央（プロゴルファー）
- 宮沢克行（元プロサッカー選手、モンテディオ山形） - 千葉県習志野市生まれ。
- 渡辺真由美（バレーボール選手）
- 和田孝志（元プロ野球選手、千葉ロッテマリーンズ）